# A Magyar Érdemrend parancsnoki keresztje
A Magyar Érdemrend parancsnoki keresztje (2023. március 15-ig: középkeresztje) a magyar állam által adományozható kitüntetés, a Magyar Érdemrend egyik fokozata. 2011 óta adományozzák, korábbi megfelelője a Magyar Köztársasági Érdemrend középkeresztje.
Az érdemrend fokozatait olyan személyeknek ítélik oda, akik akár a kultúra, akár a tudomány, a művészet, továbbá saját szakterületük terén – Magyarország érdekeinek előmozdítása, az egyetemes emberi értékek gyarapítása érdekében – példamutató tevékenységet folytattak. A kitüntetéseket minden esetben a köztársasági elnök adományozza a miniszterelnök vagy az érintett miniszter felterjesztése és ellenjegyzése mellett.
A kitüntetést általában valamilyen nevezetes – Magyarország történelme szempontjából lényeges esemény tiszteletére tartott – ünnepen, így március 15-én, augusztus 20-án vagy október 23-án adják át. Évente legfeljebb 40 személynek adományozható.

A parancsnoki kereszt

## Leírása

A parancsnoki kereszt kisdíszítménye

A parancsnoki kereszt szalagsávja

- A Magyar Érdemrend parancsnoki keresztje (polgári tagozat) leírása:

A kereszt külalakra megegyezik a „nagykereszt a lánccal” fokozatnál leírtakkal, azonban a kereszt előlapján középen zöld babérkoszorúval körülvett kerek, sötét smaragdzöld mező van. Anyaga: aranyozott ezüst, zománc. Mérete: 52 mm. A keresztet 40 mm széles szalagon a nyakban viselik. A szalagon levő 34 mm széles sötét smaragdzöld sávot jobbról-balról 1,5 mm széles fehér és 1,5 mm széles vörös sáv szegélyezi.
Tartozékai: kisdíszítmény, szalagsáv, gomblyukjelvény (rozetta). A kisdíszítmény a vállszalaggal megegyező színű háromszög szalagon függő smaragdzöld szegélyes lovagkereszt, szegélyén a kereszt miniatűrjével. A lovagkereszt szalagján a 34 mm széles sötét smaragdzöld sávot jobbról-balról 1,5 mm széles fehér és 1,5 mm széles piros sáv szegélyezi. A kisdíszítmény anyaga: aranyozott ezüst, zománc. A kereszt mérete: 42 mm, a kereszt miniatűrje 18 mm. A szalagsáv smaragdzöld fehér szegélyes, 40 mm széles, a rajta levő kereszt mérete: 10 mm. A gomblyukjelvény kerek smaragdzöld zománcos mezőben a kereszt miniatűrjét ábrázolja. A gomblyukjelvény mérete: 15 mm.
- A Magyar Érdemrend parancsnoki keresztje (katonai tagozat) leírása:

A kereszt külalakra megegyezik a „nagykereszt a lánccal” fokozatnál leírtakkal. Anyaga: aranyozott ezüst, zománc. Mérete: 52 mm. A keresztet 40 mm széles szalagon a nyakban viselik. A szalagon levő 34 mm széles sötét vörös sávot jobbról-balról 1,5 mm széles fehér és 1,5 mm széles smaragdzöld sáv szegélyezi. Tartozékai: kisdíszítmény, szalagsáv, gomblyukjelvény (rozetta). A kisdíszítmény a vállszalaggal megegyező színű háromszög szalagon függő vörös szegélyes lovagkereszt, szegélyén a kereszt miniatűrjével. A lovagkereszt szalagján a 34 mm széles vörös sávot jobbról-balról 1,5 mm széles fehér és 1,5 mm széles zöld sáv szegélyezi. A kisdíszítmény anyaga: aranyozott ezüst, zománc. A kereszt mérete: 42 mm, a kereszt miniatűrje 18 mm. A szalagsáv vörös fehér szegélyes, 40 mm széles, a rajt levő kereszt mérete: 10 mm. A gomblyukjelvény kerek vörös zománcos mezőben a kereszt miniatűrjét ábrázolja. A gomblyukjelvény mérete: 15 mm.

## Díjazottak

### 2025

#### 2025. augusztus 20.[2][3]
- Cséfalvay Zoltán egyetemi tanár, a Mathias Corvinus Collegium Közgazdasági Iskolája Technológiai Jövők Műhelye vezetője, volt nagykövet és államtitkár
- Gyuricza Csaba agrármérnök, egyetemi tanár, a Magyar Tudományos Akadémia doktora, a Magyar Agrár- és Élettudományi Egyetem rektora
- Hajdú Zoltán, a Magyar Tudományos Akadémia doktora, a HUN-REN Közgazdaság- és Regionális Tudományi Kutatóközpont Regionális Kutatások Intézetének tudományos tanácsadója, egyetemi tanár
- Kudlik Júlia újságíró, televíziós szerkesztő és műsorvezető, bemondó
- Anthony Radev, a Budapesti Corvinus Egyetem korábbi elnöke
- Roby Lakatos hegedűvirtuóz, előadóművész

2025. május 26.
- Farkas Bertalan űrhajós

#### 2025. március 15.[4][5]
- Alexa Károly József Attila- és Táncsics Mihály-díjas író, kritikus, irodalom- és művelődéstörténész,
- Alexander Graf Pachta Freiherr von Reyhofen, a  Trumaui Katolikus Egyetem – ITI filantrópia igazgatója, az Aranygyapjas Lovagrend kancellárja,
- Ali Huseynli, az  Azerbajdzsáni Köztársaság Nemzetgyűlésének képviselője, volt alelnöke, Jogi és Államépítési Bizottságának elnöke, a Milli Majlis Azerbajdzsáni–Magyar Baráti Csoport vezetője,
- Anthony Radev, a Budapesti Corvinus Egyetem korábbi elnöke,
- Babák Mihály volt országgyűlési képviselő, Szarvas város korábbi polgármestere,
- Fürst Zsuzsanna, az orvostudomány doktora, a Semmelweis Egyetem professor emeritusa, a Farmakológiai és Farmakoterápiás Intézetének volt igazgatója, az Egészségügyi Tudományos Tanács Klinikai Farmakológiai Etikai Bizottságának alelnöke, korábbi elnöke,
- Hebling János Széchenyi-díjas fizikus, a Magyar Tudományos Akadémia doktora, a Pécsi Tudományegyetem Természettudományi Karának egyetemi tanára,
- Márkus Béla Széchenyi- és József Attila-díjas irodalomtörténész, a  Magyar Művészeti Akadémia rendes tagja, a Debreceni Egyetem nyugalmazott egyetemi docense,
- Maximiliano Gabriel Gregorio Cernadas politológus, publicista, az  Argentin Köztársaság korábbi magyarországi rendkívüli és meghatalmazott nagykövete, egyetemi tanár,
- Necdet Ünüvar, az Ankarai Egyetem rektora,
- Orosz Árpád Gábor, a Kúria nyugalmazott kollégiumvezetője,
- Sárdi Péter, az Országgyűlés elnökének külügyi főtanácsadója, az Országgyűlés Hivatalának nyugalmazott külügyi igazgatója,
- Wachsler Tamás építészmérnök, a Steindl Imre Program Nonprofit Zrt. vezérigazgatója, volt országgyűlési képviselő és államtitkár.

### 2024

#### 2024. augusztus 20.[6][7]
- Dr. Tóth Mihály nemzetközi jogász, a Kárpátaljai Magyar Kulturális Szövetség volt alelnöke, az Ukrajnai Magyar Demokrata Szövetség volt elnöke, az Ukrán Nemzeti Tudományos Akadémia Volodimir Koreckij Állam- és Jogtudományi Intézete nyugalmazott tudományos főmunkatársa, volt parlamenti képviselő
- Barna Zsolt bankár, az MBH Bank Nyrt. elnök-vezérigazgatója
- Bollobás Béla matematikus, a Magyar Tudományos Akadémia külső tagja
- Tóth-Zele József labdarúgó, a Real Madrid korábbi utánpótlásedzője
- Volf Katalin Kossuth- és Liszt Ferenc-díjas balettművész, érdemes művész, a Magyar Táncművészeti Egyetem egyetemi tanára

#### 2024. március 15.[8]

##### Polgári tagozat
- Bölcskei Imre András villamosmérnök, volt helyettes államtitkár, az egykori Magyar Távközlési Vállalat szabályozási igazgatója
- Gulyás Balázs orvos, neurobiológus, a Magyar Tudományos Akadémia külső tagja, a Magyar Kutatási Hálózat elnöke, a szingapúri Nanyang Technológiai Egyetem egyetemi tanára
- Kellermayer Miklós Szent-Györgyi Albert-díjas orvos, az orvostudomány doktora, a Pécsi Tudományegyetem professor emeritusa
- Kondorosi Éva Széchenyi-díjas kutatóbiológus, a Magyar Tudományos Akadémia rendes tagja, az Academia Europaea alelnöke, a Magyar Kutatási Hálózat kutatóprofesszora
- Lázár Vilmos tizenkétszeres fogathajtó világbajnok, a magyar lovassport örökös bajnoka, a Magyar Lovassport Szövetség elnöke
- Magyarics Tamás történész, az Eötvös Loránd Tudományegyetem professor emeritusa, Magyarország volt dublini nagykövete
- Raczky Pál Széchenyi-díjas régész, az Eötvös Loránd Tudományegyetem professor emeritusa, egyetemi tanár

##### Katonai tagozat
- Rókusz László József nyugállományú orvos ezredes, az Észak-Pesti Centrumkórház-Honvédkórház osztályvezető főorvosa

#### Egyéb
- Nguyễn Thị Bích Thảo,[9] a Vietnámi Szocialista Köztársaság magyarországi rendkívüli és meghatalmazott nagykövete

### 2023

#### 2023. augusztus 20.[10]

##### Polgári tagozat
- Dr. Barna B. Péter fizikus, a Magyar Tudományos Akadémia doktora, az Eötvös Loránd Kutatási Hálózat Energiatudományi Kutatóközpontjának kutató professor emeritusa, a Debreceni Egyetem címzetes egyetemi tanára, az IUVSTA Nemzetközi Vákuum Unió tiszteletbeli elnöke
- dr. Bertényi Iván, a történelemtudomány doktora, az Eötvös Loránd Tudományegyetem professor emeritusa
- Blaskó Péter, a nemzet művésze, Kossuth- és Jászai Mari-díjas színművész, érdemes művész, a Magyar Művészeti Akadémia rendes tagja
- Botvay Károly Kossuth- és Liszt Ferenc-díjas gordonkaművész, a Magyar Művészeti Akadémia rendes tagja, a Liszt Ferenc Zeneművészeti Egyetem professor emeritusa
- Dr. Bruhács János nemzetközi jogász, a Pécsi Tudományegyetem és a Károli Gáspár Református Egyetem professor emeritusa
- Dr. Cserháti Péter orvos, az Országos Orvosi Rehabilitációs Intézet orvos igazgatója, korábbi főigazgatója, volt helyettes államtitkár, miniszteri biztos
- Dévényi Sándor DLA, a nemzet művésze, Kossuth-, Ybl Miklós- és Pro Architectura díjas építészmérnök, a Magyar Művészeti Akadémia rendes tagja, a Pécsi Tudományegyetem professor emeritusa
- Gordon Wavamunno, Magyarország kampalai tiszteletbeli konzulja
- Győri-Dani Lajos, a Magyar Máltai Szeretetszolgálat ügyvezető alelnöke
- Gyulay Zsolt István olimpiai és világbajnok kajakozó, a Magyar Olimpiai Bizottság elnöke, a Hungaroring Sport Zrt. elnök-vezérigazgatója
- dr. Keskeny Ernő, Magyarország korábbi moszkvai és kijevi nagykövete, volt miniszteri biztos, a  Duna Bizottság volt alelnöke
- Kollár László Széchenyi-díjas vegyészmérnök, a Magyar Tudományos Akadémia rendes tagja, a Pécsi Tudományegyetem Természettudományi Karának volt dékánja, egyetemi tanár, a Nemzeti Kutatási, Fejlesztési és Innovációs Hivatal Élettelen Természettudományok Kollégiumának volt elnöke
- Lénárd László Széchenyi-díjas orvos, neurobiológus, a Magyar Tudományos Akadémia rendes tagja, a Pécsi Tudományegyetem professor emeritusa, a Pécsi Tudományegyetem volt rektora és Elméleti Doktori Iskolájának volt vezetője
- Dr. Miskolczi-Bodnár Péter Pál jogász, a Károli Gáspár Református Egyetem Állam- és Jogtudományi Karának korábbi dékánja, egyetemi tanár
- Mira Hoxha, az  Albán Köztársaság volt budapesti nagykövete, Európa-ügyi és Külügyminisztériumának főosztályvezetője
- Szekeres Zsolt, a New York-i Magyar Emberi Jogok Alapítványának elnöke, az Amerikai Magyar Koalíció alapító tagja, kincstárnoka, a washingtoni Kossuth Alapítvány alelnöke
- Tulassay Zsolt Széchenyi-díjas orvos, a Magyar Tudományos Akadémia rendes tagja, a Semmelweis Egyetem professor emeritusa és Klinikai Orvostudományok Doktori Iskolájának volt elnöke
- Varga Zsolt olimpiai és Európa-bajnok vízilabdázó, edző, a  magyar férfi vízilabda-válogatott szövetségi kapitánya, az FTC-Telekom Waterpolo volt vezetőedzője
- Vörös József Széchenyi-díjas közgazdász, a Magyar Tudományos Akadémia rendes tagja, a Pécsi Tudományegyetem professor emeritusa
- Vukovich Gabriella jogász, demográfus, a Központi Statisztikai Hivatal nyugalmazott elnöke, a Miskolci Egyetem, a Nemzeti Közszolgálati Egyetem és az Óbudai Egyetem címzetes egyetemi tanára

#### 2023. március 14.[11]

##### Polgári tagozat
- Ágh István, a nemzet művésze, Kossuth- és kétszeres József Attila-díjas költő, író, a Magyar Művészeti Akadémia rendes tagja nagy formátumú költészete, korszakalkotó és nemzedékek számára példaként szolgáló költői, írói és műfordítói munkája elismeréseként
- Baranyay László közgazdász-tanár, az Európai Beruházási Bank Igazgatótanácsának tagja, nyugalmazott és tiszteletbeli alelnöke, a Magyar Fejlesztési Bank volt elnök-vezérigazgatója a pénzügyi szektorban végzett több évtizedes, nemzetközi szinten is elismert munkásságáért, különösen a Magyar Fejlesztési Bank versenyképességének növeléséért végzett tevékenységének elismeréseként
- Barnabás Beáta Mária Széchenyi-díjas biológus, a Magyar Tudományos Akadémia rendes tagja és korábbi főtitkárhelyettese, az Eötvös Loránd Kutatási Hálózat kutató professor emeritusa és Mezőgazdasági Intézetének kutatóprofesszora a biotechnológia területén folytatott, nemzetközi szinten is jelentős kutatásai és azok eredményeinek a növénynemesítési gyakorlatban történő alkalmazása érdekében végzett munkája, valamint értékes oktatói és tudományszervezői tevékenysége elismeréseként
- Dr. Bódis József szülész-nőgyógyász, a Magyar Tudományos Akadémia doktora, a Pécsi Tudományegyetem rector emeritusa, az Universitas Quinqueecclesiensis Alapítvány kuratóriumi elnöke, volt államtitkár példaértékű kutatói-oktatói és gyógyítómunkája, a magyar tudomány és oktatás nemzetközi elismertségének növelése mellett a hazai felsőoktatás fejlesztését és a jövő tudós nemzedékeinek kibontakoztatását is elkötelezetten szolgáló tevékenysége, továbbá jelentős egyetemi és közéleti szerepvállalása elismeréseként
- Dr. Csath Magdolna Szent-Györgyi Albert-díjas közgazdász, a közgazdaság-tudomány doktora, a Pázmány Péter Katolikus Egyetem rektori főtanácsadója és Szent II. János Pál Kutatóközpontja Gazdaságfejlesztés- és Kisvállalkozás-kutatási és Továbbképző Intézetének vezetője, a Magyar Közgazdasági Társaság Versenyképességi, Innovációs és Informatikai Szakosztályainak elnökségi tagja a közgazdaság-tudományok területén elért eredményei, a felsőoktatásban és a kutatásban folytatott, a tehetséggondozás, a versenyképesség és a vállalkozások fejlesztése iránt is különösen elhivatott munkája, illetve odaadó szakmai közéleti tevékenysége elismeréseként
- Hajnal Jenő, a nyelvtudományok magisztere, a Magyar Nemzeti Tanács volt elnöke, a Vajdasági Magyar Művelődési Intézet volt igazgatója a vajdasági magyar közösség érdekében folytatott több évtizedes, sokoldalú munkája, a magyar nyelv és kultúra ápolása terén végzett tevékenysége elismeréseként
- Dr. Horkay Ferenc szívsebész szakorvos, a Magyar Tudományos Akadémia doktora, a Semmelweis Egyetem Általános Orvostudományi Kar Városmajori Szív- és Érgyógyászati Klinika Szívsebészeti Tanszéki Csoportjának tanszékvezető egyetemi tanára több évtizedes, kimagasló színvonalú szakorvosi munkája és a szívsebészet területén elért eredményei, illetve kiváló sebészek nemzedékeit kinevelő oktatói tevékenysége elismeréseként
- Dr. Mezősi Gábor, a földrajztudomány doktora, a Szegedi Tudományegyetem professor emeritusa a geográfia területén folytatott iskolateremtő oktatói és vezetői munkája, a szakmai utánpótlás képzését megalapozó tankönyveket és közleményeket is magába foglaló tudományos életműve elismeréseként
- Monostori László Széchenyi-díjas villamosmérnök, a Magyar Tudományos Akadémia rendes tagja, az Eötvös Loránd Kutatási Hálózat Számítástechnikai és Automatizálási Kutatóintézetének igazgatója, a Budapesti Műszaki és Gazdaságtudományi Egyetem professor emeritusa a gyártástudomány és a termelésinformatika elméleti és alkalmazott kutatásának nemzetközileg is elismert tudósaként folytatott több évtizedes, eredményes munkája, valamint széles körű tudományszervezői és iskolateremtő oktatói tevékenysége elismeréseként
- Oszvald Marika Kossuth- és Jászai Mari-díjas színművész, operetténekes, érdemes művész a magyar kultúra jó hírnevét és az operett műfaj nemes hagyományait felejthetetlen szerepjátékával éltető, évtizedek óta töretlen népszerűségnek örvendő művészi pályája elismeréseként
- Reviczky Gábor, a nemzet művésze, Kossuth- és Jászai Mari-díjas színművész, a Magyar Művészeti Akadémia rendes tagja a közönség szeretetét és a szakma nagyrabecsülését egyaránt kiérdemlő művészi munkája elismeréseként
- Dr. Szapáry György közgazdász, a Magyar Nemzeti Bank elnöki főtanácsadója, volt alelnöke, a Budapesti Corvinus Egyetem címzetes professzora, Magyarország korábbi washingtoni nagykövete a közgazdaság-tudomány és a diplomácia területén egyaránt kimagasló és értékteremtő életútja elismeréseként
- Dr. Szikora János Jászai Mari- és Nádasdy Kálmán-díjas rendező, érdemes művész, a székesfehérvári Vörösmarty Színház igazgatója a drámairodalom legjelentősebb művei mellett operákat és musicaleket is magába foglaló, kiemelkedően gazdag színházi rendezői pályafutása, valamint értékteremtő színházigazgatói tevékenysége elismeréseként
- Török Ádám közgazdász, a Magyar Tudományos Akadémia rendes tagja, a Pannon Egyetem professor emeritusa a közgazdaság-tudomány elméleti és gyakorlati fejlesztéséhez hozzájáruló, kimagasló szakmai tevékenysége, valamint a tehetséggondozásra és a kutatói pálya népszerűsítésére is kiemelt figyelmet fordító oktatói munkája elismeréseként

##### Katonai tagozat
- Horváth András nyugállományú rendőr vezérőrnagy, a Nemzeti Védelmi Szolgálat főtanácsadója több mint öt évtizeden keresztül végzett, kiemelkedő szolgálati tevékenysége elismeréseként

### 2022

#### 2022. augusztus 20.[12]
Polgári tagozat
- Dr. Balla György Széchenyi-díjas orvos, gyermekgyógyász, neonatológus, a Magyar Tudományos Akadémia rendes tagja, a Debreceni Egyetem Általános Orvostudományi Kara Gyermekgyógyászati Intézetének egyetemi tanára, az Európai Perinatológiai és Neonatológiai Társaságok Föderációjának alelnöke
- Dr. Balogh Elemér jogtörténész, a Szegedi Tudományegyetem Állam- és Jogtudományi Kara Európai Jogtörténeti Tanszékének tanszékvezető egyetemi tanára, a Magyar Tudományos Akadémia Állam- és Jogtudományi Bizottságának alelnöke, a Szent István Tudományos Akadémia rendes tagja, az Alkotmánybíróság volt tagja
- Felföldi László, a Pécsi Egyházmegye megyéspüspöke
- Dr. Hoppál Mihály Széchenyi-díjas etnológus, a Magyar Tudományos Akadémia doktora, a Magyar Tudományos Akadémia Bölcsészettudományi Kutatóközpontja Néprajztudományi Intézetének korábbi igazgatója, az Európai Folklór Intézet alapítója és volt igazgatója
- Dr. Husvéth Ferenc agrármérnök, a mezőgazdasági tudomány doktora, a Magyar Agrár- és Élettudományi Egyetem professor emeritusa
- Dr. Kollár Éva Liszt Ferenc-díjas karnagy, a Magyar Művészeti Akadémia rendes tagja, a Magyar Kórusok, Zenekarok és Népzenei Együttesek Szövetségének tiszteletbeli elnöke, a Liszt Ferenc Zeneművészeti Egyetem volt tanszékvezető egyetemi tanára
- Dr. Németh Tamás Széchenyi-díjas agrokémikus, a Magyar Tudományos Akadémia rendes tagja és korábbi főtitkára, a Nemzeti Közszolgálati Egyetem kutatóprofesszora, a Pannon Egyetem címzetes egyetemi tanára, az Eötvös Loránd Kutatási Hálózat Agrártudományi Kutatóközpont Talajtani Intézetének kutatóprofesszora, az Országos Környezetvédelmi Tanács volt elnöke
- Dr. Szalai Sándor állami díjas villamosmérnök, a műszaki tudomány doktora, az Eötvös Loránd Kutatási Hálózat Wigner Fizikai Kutatóközpontjának kutatóprofessor emeritusa, a Nemzetközi Asztronautikai Akadémia rendes tagja
- Dr. Szalay Péter Széchenyi-díjas kémikus, a Magyar Tudományos Akadémia doktora, az Eötvös Loránd Tudományegyetem Természettudományi Kar Kémiai Intézete Fizikai Kémiai Tanszékének tanszékvezető egyetemi tanára
- Dr. Szendrő Zsolt Szent-Györgyi Albert-díjas agrármérnök, genetikus, a Magyar Tudományos Akadémia rendes tagja, a Magyar Tudományos Akadémia Agrártudományok Osztályának osztályelnök-helyettese, a Magyar Agrár- és Élettudományi Egyetem professor emeritusa, a Nyúltenyésztési Világszövetség volt alelnöke
- Dr. Varga Péter György geofizikus, a műszaki tudomány doktora, az Eötvös Loránd Kutatási Hálózat Földfizikai és Űrtudományi Kutatóintézetének kutatóprofessor emeritusa
- Geert Wilders holland politikus

#### 2022. március 15.[13]
Polgári tagozat
- Baán László közgazdász, a Szépművészeti Múzeum főigazgatója, a Liget Budapest Projekt miniszteri biztosa
- Bánhidi Ákos[14] válogatott edző, a magyar rövidpályás gyorskorcsolyázó olimpiai keret menedzsere
- Baráth Etele építész, címzetes egyetemi tanár, volt miniszter és országgyűlési képviselő, a Magyar Kajak-Kenu Szövetség Közgyűlésének elnöke, a Magyar Közgazdasági Társaság Fejlesztéspolitikai Szakosztályának elnöke
- Belovics Ervin, a Legfőbb Ügyészség legfőbbügyész-helyettese
- Csang Csing[14] válogatott vezetőedző
- Fekete György gyermekgyógyász, klinikai genetikus, az orvostudomány doktora, a Semmelweis Egyetem professor emeritusa, nyugalmazott egyetemi tanára
- Treufried Grau,[15] nyugalmazott minisztériumi főtanácsos
- Haszonicsné Ádám Mária, a Köztársasági Elnöki Hivatal főigazgatója
- Hóbor Erzsébet, a Zala Megyei Közigazgatási Hivatal volt vezetője, a Zalaegerszeg–Marosvásárhely Baráti Társaság alapító elnöke, az Első Magyar–Dán Termelőiskola Alapítvány Kuratóriumának elnöke
- Konkoly Norbert, Magyarország moszkvai nagykövete
- Kubassek János Móra Ferenc-díjas geográfus, a Magyar Földrajzi Múzeum igazgatója
- Jared Kushner,[15] az Amerikai Egyesült Államok 45. elnökének főtanácsadója
- Ókovács Szilveszter operaénekes, művésztanár, zenekritikus, a Magyar Állami Operaház főigazgatója
- Pál József, a Magyar Tudományos Akadémia doktora, a Szegedi Tudományegyetem egyetemi tanára, az Olasz Köztársaság szegedi székhelyű tiszteletbeli konzulja
- Liu Shaoang[14] rövidpályás gyorskorcsolyázó
- Liu Shaolin Sándor[14] rövidpályás gyorskorcsolyázó
- Lukijan Pantelić, a Budai Szerb Ortodox Egyházmegye megyéspüspöke
- Patsy Reddy,[15] Új-Zéland nyugalmazott főkormányzója
- Rockenbauer Zoltán etnológus, művészettörténész, kurátor, volt miniszter és országgyűlési képviselő
- Rosivall László orvos, a Semmelweis Egyetem Általános Orvostudományi Kar Transzlációs Medicina Intézete Nemzetközi Nephrológiai Kutató és Képző Központjának vezetője
- Sepsey Tamás Benedek jogász, volt országgyűlési képviselő, az Országos Kárpótlási és Kárrendezési Hivatal és a Kormányzati Ellenőrzési Hivatal korábbi elnöke, az Állami Számvevőszék volt főigazgató-helyettese
- Simai Mihály Széchenyi-díjas közgazdász, a Magyar Tudományos Akadémia rendes tagja, a Budapesti Corvinus Egyetem professor emeritusa, az Egyesült Nemzetek Szervezete Társaságok Világszövetségének tiszteletbeli elnöke
- Peter Štumpf,[15] a Muraszombati Egyházmegye megyéspüspöke
- Tél Tamás Széchenyi-díjas fizikus, a fizikatudomány doktora, az Eötvös Loránd Tudományegyetem professor emeritusa és Fizika Doktori Iskolájának korábbi vezetője, az MTA–ELTE Elméleti Fizikai, illetve Fizika Tanítása Kutatócsoportjainak volt vezetője

Katonai tagozat
- Tóth László Tibor nyugállományú országgyűlési vezérőrnagy, az Országgyűlési Őrség volt parancsnoka
- Tömböl László nyugállományú vezérezredes, a Honvédelmi Minisztérium Honvéd Vezérkar volt főnöke

#### Egyéb
- Anunciada Fernández de Córdova y Alonso-Viguera,[16] a Spanyol Királyság budapesti nagykövete
- Edith Eger író, pszichológus [17]

### 2021
Polgári tagozat
- Dr. Ádám Veronika[18] Széchenyi- és Batthyány-Strattmann László-díjas orvos, biokémikus, a Magyar Tudományos Akadémia rendes tagja, a Semmelweis Egyetem professor emeritája
- George Aman,[19] a Nemzetközi Vadászati és Vadvédelmi Tanács elnöke
- Sahil Babayev,[20] az Azerbajdzsáni Köztársaság munkaügyi és szociális ellátásokért felelős minisztere, a Magyar–Azeri Gazdasági Vegyes Bizottság társelnöke
- Bacskai József[20] Magyarország ungvári főkonzulja
- Bálint Benczédi Ferenc,[18] a Magyar Unitárius Egyház püspöke
- Böcskei László,[18] a Nagyváradi Római Katolikus Egyházmegye püspöke
- Irinej Bulović,[20] a Szerb Pravoszláv Egyház Bácskai Egyházmegyéjének püspöke
- Dr. Cserháti Ferenc,[18] a külföldi magyarok lelkipásztori ellátásával megbízott esztergom–budapesti segédpüspök, a Magyar Diaszpóra Tanács Egyházi és Cserkész Szervezetek Regionális Ülésének társelnöke
- Csűry István,[20] a Királyhágómelléki Református Egyházkerület püspöke
- Dale A. Martin,[18] a Siemens Zrt. elnök-vezérigazgatója
- Fazekas László,[18] a Szlovákiai Református Keresztyén Egyház emeritus püspöke
- Gáncs Péter,[18] a Magyarországi Evangélikus Egyház nyugalmazott püspöke, a Magyar Bibliatársulat elnöke
- George F. Hemingway,[18] a Hemingway Group elnöke, tulajdonosa
- Dr. Gschwindt András[18] állami díjas villamosmérnök, a Budapesti Műszaki és Gazdaságtudományi Egyetem Szélessávú Hírközlés és Villamosságtan Tanszékének címzetes egyetemi docense
- Dr. Hajós Béla[18] építőmérnök, a Közép-dunántúli Vízügyi Igazgatóság volt műszaki igazgatóhelyettese, az egykori Közlekedési, Hírközlési és Vízügyi Minisztérium vízügyekért felelős helyettes államtitkára
- Dr. Huszár Pál,[18] a Magyarországi Református Egyház Zsinatának volt világi elnöke, a Dunántúli Református Egyházkerület volt főgondnoka
- Kabdebó Lóránt[20] irodalomtörténész, a Miskolci Egyetem professor emeritusa
- Kondor Péter, a Magyarországi Evangélikus Egyház püspöke
- Köves Slomó,[18] az Egységes Magyarországi Izraelita Hitközség vezető rabbija
- Dr. Lomnici Zoltán,[20] az Emberi Méltóság Tanácsának elnöke, a Legfelsőbb Bíróság volt elnöke
- Majnek Antal,[20] a Munkácsi Római Katolikus Egyházmegye püspöke
- Dr. Mandl József[20] biokémikus, a Magyar Tudományos Akadémia rendes tagja, az Egészségügyi Tudományos Tanács elnöke, a Semmelweis Egyetem professor emeritusa
- Nikodémusz Daúd Matti Sharaf,[20] Moszul és Kurdisztán szír ortodox érseke
- Dr. Mészáros József,[20] a Barankovics István Alapítvány Kuratóriumának elnöke, az Országos Nyugdíjbiztosítási Főigazgatóság volt főigazgatója, a Magyar Államkincstár volt elnöke
- Dr. Miseta Attila János,[18] a Magyar Tudományos Akadémia doktora, a Pécsi Tudományegyetem rektora, az Általános Orvostudományi Kar Laboratóriumi Medicina Intézetének igazgatója, egyetemi tanára
- Nagy Béla,[18] a Kárpátaljai Református Egyház Diakóniai Osztályának igazgatója, a Kárpátaljai Református Egyházkerület főgondnoka
- Dr. Nagy János[18] Széchenyi-díjas agrármérnök, a Magyar Tudományos Akadémia doktora, a Debreceni Egyetem Mezőgazdaság-, Élelmiszertudományi és Környezetgazdálkodási Kara Földhasznosítási, Műszaki és Területfejlesztési Intézetének egyetemi tanára, az egyetem korábbi rektora
- Nagy Róza,[19] a Magyar Nemzeti Bank elnöki főtanácsadója és korábbi főigazgatója, volt közigazgatási államtitkár
- Ng Shin Ein,[18] a Szingapúri Köztársaság magyarországi rendkívüli és meghatalmazott nagykövete
- Dr. Oláhné dr. Béládi Ilona[20] mikrobiológus, az orvostudomány doktora, a Szegedi Tudományegyetem professor emeritája
- Prof. dr. phil. dr. h.c. Reinhard Michael Olt[18] történész, politológus, publicista, az Andrássy Gyula Budapesti Német Nyelvű Egyetem volt oktatója, az Eötvös Loránd Tudományegyetem volt vendégprofesszora
- Pál József Csaba,[20] a Temesvári Római Katolikus Egyházmegye püspöke
- Palánki Ferenc,[18] a Debrecen–Nyíregyházi Egyházmegye püspöke
- Dr. Panyi Béla Attila,[18] a Legfőbb Ügyész Tanácsadó Testületének tagja, a Borsod-Abaúj-Zemplén Megyei Főügyészség nyugalmazott főügyészhelyettese
- Prőhle Gergely,[20] a Habsburg Ottó Alapítvány igazgatója, a Nemzeti Közszolgálati Egyetem Stratégiai Tanulmányok Intézetének igazgatója, a Magyarországi Evangélikus Egyház országos felügyelője, rendkívüli és meghatalmazott nagykövet
- Dr. Sallai Gyula[20] villamosmérnök, a Budapesti Műszaki és Gazdaságtudományi Egyetem professor emeritusa
- Dr. Schaff Zsuzsa[18] Széchenyi- és Batthyány-Strattmann László-díjas orvos, a Magyar Tudományos Akadémia rendes tagja, a Semmelweis Egyetem professor emeritája, a Semmelweis Egyetem Általános Orvostudományi Kara II. számú Patológiai Intézetének volt igazgatója
- Dr. Sömjéni László Géza,[20] a Szabadságharcosokért Közalapítvány Kuratóriumának elnöke
- Dr. Süveges Ildikó,[20] az orvostudomány doktora, a Semmelweis Egyetem professor emeritája
- Dr. Székely Ákos,[20] a Kúria nyugalmazott elnökhelyettese
- Dr. Székely János,[18] a Szombathelyi Egyházmegye püspöke
- Szocska A. Ábel,[20] a Nyíregyházi Egyházmegye püspöke
- Dr. Ternyák Csaba[18] metropolita, az Egri Főegyházmegye érseke
- Vang Ven-tao, a Kínai Népköztársaság kereskedelmi minisztere[21]
- Varga László,[20] a Kaposvári Egyházmegye püspöke
- Dr. Visegrády Antal András[18] jogász, a Magyar Tudományos Akadémia doktora, a Pécsi Tudományegyetem professor emeritusa részére,
- Dr. Vizkelety András[20] irodalomtörténész, filológus, a Magyar Tudományos Akadémia rendes tagja, a Pázmány Péter Katolikus Egyetem professor emeritusa
- Vörös Zsuzsanna olimpiai bajnok öttusázó
- Dr. Winkler András[20] faipari mérnök, a műszaki tudomány doktora, a Soproni Egyetem rector és professor emeritusa
- Dr. Wittmann Tibor György[18] belgyógyász, gasztroenterológus, a Szegedi Tudományegyetem professor emeritusa
- Prof. Dr.-Ing. Jan Wörner,[18] az Európai Űrügynökség volt főigazgatója

Katonai tagozat
- Korom Ferenc vezérezredes, a Honvéd Vezérkar korábbi főnöke
- Dr. Sandra Sándor[18] nyugállományú orvos ezredes, a Magyar Honvédség Egészségügyi Központja Reumatológiai és Fizioterápiás Szakrendelésének rendelésvezető főorvosa

### 2020
- Dr. Bács Tamás egyiptológus, régész, az Eötvös Loránd Tudományegyetem Bölcsészettudományi Kara Ókortudományi Intézetének igazgatója, Egyiptológiai Tanszékének tanszékvezető egyetemi docense részére
- Bogár László közgazdász, politikus, publicista
- Dr. Fekete Károly Ferenc, Batthyány-Strattmann László-díjas orvos, a Debreceni Egyetem professor emeritusa részére
- Frank Spengler, a Konrad-Adenauer-Stiftung magyarországi irodájának vezetője részére
- Dr. Gáspár Zsolt Széchenyi-díjas építőmérnök, a Magyar Tudományos Akadémia rendes tagja, a Budapesti Műszaki és Gazdaságtudományi Egyetem professor emeritusa részére
- Kiss Gyula ügyvéd, politikus
- Kiss János balettművész
- Kubik Anna színművész
- Koltay Gábor Balázs Béla-díjas filmrendező, érdemes művész részére
- Dr. h. c. Kun Miklós Széchenyi-díjas történész, professor emeritus részére
- Iain Lindsay, az Egyesült Királyság budapesti nagykövete részére[22]
- Liszkay Gábor ügyvéd, újságíró
- Latorcai János gépészmérnök, politikus részére
- Surján László orvos, politikus
- Dr. Szabó Gábor fizikus, a Magyar Tudományos Akadémia rendes tagja, a Szegedi Tudományegyetem Természettudományi és Informatikai Kar Fizikai Intézete Optikai és Kvantumelektronikai Tanszékének egyetemi tanára, volt rektora részére
- Szabó Tamás közgazdász, politikus
- Michael O’Sullivan történész, író részére
- Takaró András, a Kiskunlacházi Református Egyházközség lelkipásztora, a Délpesti Református Egyházmegye esperese, a Dunamelléki Református Egyházkerület lelkészi főjegyzője, a Szent György Lovagrend nagypriorja részére
- Warvasovszky Tihamér, az Állami Számvevőszék alelnöke, Székesfehérvár volt polgármestere részére
- Univ.-Prof. Dr. Wolfgang Brandstetter, az Osztrák Alkotmánybíróság alkotmánybírája, az Osztrák Köztársaság korábbi alkancellárja, volt szövetségi igazságügyi minisztere, egyetemi professzor részére

### 2019
- Dr. Bánhidy Ferenc fej-nyaksebész, a Semmelweis Egyetem professor emeritusa részére
- Bársony István Széchenyi-díjas villamosmérnök, a Magyar Tudományos Akadémia rendes tagja, a Magyar Tudományos Akadémia Energiatudományi Kutatóközpontja Műszaki Fizikai és Anyagtudományi Intézetének kutatóprofesszora részére
- Básthy Tamás volt országgyűlési képviselő, Kőszeg város volt polgármestere részére
- Bosák Nándor püspök
- Henri Boulad jezsuita szerzetes
- Charles J. Vörösmarty, a City University of New York professzora és intézetvezetője részére
- Dékány Imre Széchenyi-díjas vegyész, a Magyar Tudományos Akadémia rendes tagja, a Szegedi Tudományegyetem Természettudományi és Informatikai Kar Kémiai Intézete Fizikai Kémiai és Anyagtudományi Tanszékének professor emeritusa részére
- Guido Wolf, Baden-Württemberg igazság- és Európa-ügyi minisztere részére
- Dr. Hans-Peter Friedrich, a Bundestag alelnöke, a Német Szövetségi Köztársaság volt belügyminisztere és volt élelmezésügyi és mezőgazdasági minisztere részére
- Dr. Hazim El-Naser, a Jordán Hasemita Királyság volt vízügyi, öntözési és mezőgazdasági minisztere részére
- Dr. Illés Árpád, a Magyar Tudományos Akadémia doktora, a Debreceni Egyetem Klinikai Központ Általános Orvostudományi Kara Belgyógyászati Intézetének igazgatóhelyettese, a Hematológiai Tanszék vezető egyetemi tanára részére
- Lánczi András filozófus, politikatudós
- Lukács László piarista szerzetes, irodalomtörténész
- Lukáts Miklós építészmérnök, evangélikus lelkész, az egykori Miniszterelnöki Hivatal egyházi kapcsolatokért felelős politikai államtitkára részére
- Dr. Orosz Atanáz, a Miskolci egyházmegye püspöke részére
- Pártay Lilla, a nemzet művésze, Kossuth-díjas és Liszt Ferenc-díjas táncművész, koreográfus, érdemes és kiváló művész, a Magyar Művészeti Akadémia levelező tagja, a Magyar Állami Operaház örökös tagja és mesterművésze részére
- Prokopp Mária művészettörténész részére
- Radnainé dr. Fogarasi Katalin, a Nemzeti Örökség Intézetének főigazgatója részére
- Szvorák Katalin Kossuth-díjas és Liszt Ferenc-díjas népdalénekes, előadóművész részére
- Dr. Tarjányi Béla szentírástudós, a Pázmány Péter Katolikus Egyetem Hittudományi Karának professor emeritusa, a Szent Jeromos Katolikus Bibliatársulat ügyvezető elnöke részére
- Dr. Vécsei László Széchenyi-díjas orvos, a Magyar Tudományos Akadémia rendes tagja, a Szegedi Tudományegyetem Általános Orvostudományi Kar Szent-Györgyi Albert Klinikai Központja Neurológiai Klinikájának tanszékvezető egyetemi tanára részére
- Dr. Puskás Tivadar Szombathely Megyei Jogú Város polgármestere[24]
- Tolcsvay Béla gitáros, énekes, zeneszerző, szövegíró

### 2018
- Dr. Antus Sándor Széchenyi-díjas vegyészmérnök, a Magyar Tudományos Akadémia rendes tagja, a Debreceni Egyetem Természettudományi és Technológiai Kar Kémiai Intézete Szerves Kémia Tanszékének professor emeritusa
- Gálszécsy András jogász, politikus
- Győry Kálmán matematikus
- Káel Csaba Nádasdy Kálmán-díjas rendező, érdemes művész, a Művészetek Palotája vezérigazgatója
- Kovács János karmester
- Dr. Lang György a Semmelweis Egyetem Általános Orvostudományi Kar Országos Onkológiai Intézete bázisán működő Mellkassebészeti Klinika megbízott igazgatója, egyetemi tanár
- Dr. Latkóczy Antal László, az Országházi Dolgozók Érdekképviseleti Szövetségének elnöke
- Dr. Lévayné dr. Fazekas Judit, a Széchenyi István Egyetem Deák Ferenc Állam- és Jogtudományi Karának dékánja, a Polgári Jogi és Polgári Eljárásjogi Tanszékének tanszékvezető egyetemi tanára
- Medveczky Ádám Kossuth-díjas és Liszt Ferenc-díjas karmester, érdemes művész, a Magyar Művészeti Akadémia rendes tagja, a Magyar Állami Operaház örökös tagja, a Liszt Ferenc Zeneművészeti Egyetem címzetes tanára
- Obádovics J. Gyula matematikus
- Pintér István, a Rába Járműipari Holding Nyrt. elnök-vezérigazgatója és a Rába Futómű Kft. ügyvezető igazgatója
- Rost Andrea Kossuth-díjas és Liszt Ferenc-díjas operaénekes, érdemes művész, a Magyar Művészeti Akadémia levelező tagja
- Steinbach József a Dunántúli Református Egyházkerület püspöke, a Magyarországi Egyházak Ökumenikus Tanácsának elnöke
- Dr. Stépán Gábor Széchenyi-díjas gépészmérnök, a Magyar Tudományos Akadémia rendes tagja, a Budapesti Műszaki és Gazdaságtudományi Egyetem Gépészmérnöki Kara Műszaki Mechanikai Tanszékének tanszékvezető egyetemi tanára
- Szász Domokos Széchenyi-díjas matematikus, a Magyar Tudományos Akadémia rendes tagja, a Budapesti Műszaki és Gazdaságtudományi Egyetem Természettudományi Kar Matematika Intézete Sztochasztika Tanszékének professor emeritusa
- Tenk Antal, a Széchenyi István Egyetem Mezőgazdaság- és Élelmiszertudományi Kar nyugdíjazott professzora
- Dr. Vámossy Ferenc Széchenyi-díjas építész, építészettörténész, a Magyar Tudományos Akadémia doktora, a Budapesti Műszaki és Gazdaságtudományi Egyetem Építészmérnöki Kara Építészettörténeti és Műemléki Tanszékének professor emeritusa
- Zán Fábián Sándor, a Kárpátaljai Református Egyház püspöke
- Bernd Storck a magyar labdarúgó-válogatott volt szövetségi kapitánya
- Marian Adam Waligóra a częstochowai Jasna Góra Pálos Kolostor házfőnöke
- Maximilian Turnauer nagykövet, a Szuverén Máltai Lovagrend liechtensteini képviselője, az osztrák ILAG ingatlan- és befektetési holding elnöke
- Elmar Məmmədyarov Azerbajdzsán külügyminisztere 2004–2020 között[26]

### 2017
- Colleen Bell amerikai diplomata
- Gróh János Gáspár irodalom- és művelődéstörténész, kritikus, szerkesztő, a Köztársasági Elnöki Hivatal Társadalmi Kapcsolatok Igazgatóságának igazgatója
- Czakó Gábor magyar író, nyelvrégész, képzőművész, a Magyar Művészeti Akadémia rendes tagja
- Demény Pál demográfus
- Ben Hodges altábornagy, az Amerikai Egyesült Államok Európában állomásozó Szárazföldi Erőinek és 7. hadseregének parancsnoka[27]
- Katona István segédpüspök
- Kieselbach Tamás művészettörténész, a Kieselbach Galéria tulajdonosa és ügyvezetője
- Márfi Gyula pap, veszprémi érsek
- Rókusfalvy Pál a pszichológiai tudomány doktora, nyugalmazott egyetemi tanár
- Szabó Dániel lelkipásztor, a Magyar Református Presbiteri Szövetség volt elnöke, a Kolozsvári Protestáns Teológiai Intézet tiszteletbeli doktora
- Varga Koritár Pál Magyarország volt mexikóvárosi és Buenos Aires-i nagykövete
- Vető Miklós filozófiatörténész, a Magyar Tudományos Akadémia külső tagja, a Pázmány Péter Katolikus Egyetem díszdoktora, a melbourne-i Ausztrál Katolikus Egyetem tiszteletbeli professzora, a messinai Accademia Peloritana dei Pericolanti levelező tagja, a párizsi Jean-Marie Lustiger Intézet és a Francia Katolikus Akadémia tagja

### 2016
2016. augusztus 20-a alkalmából
- Dr. Balás István, a Heves Megyei Kormányhivatal volt főigazgatója
- Dr. Beluszky Pál, Széchenyi-díjas geográfus, a földrajztudomány doktora, a Magyar Tudományos Akadémia Közgazdaság- és Regionális Tudományi Kutatóközpont, Regionális Kutatások Intézetének emeritus tudományos tanácsadója
- Csipes Ferenc olimpiai bajnok magyar kajakozó
- Dr. Fodor Pál, a Magyar Tudományos Akadémia Bölcsészettudományi Kutatóközpontjának főigazgatója, a Történettudományi Intézet igazgatója
- Imre Géza párbajtőröző
- Kovács Gábor, a Bankár Holding Zrt. igazgatóságának elnöke, a Kovács Gábor Művészeti Alapítvány és a Kakasszéki Emberekért Alapítvány alapítója
- Krajnyák Zsuzsanna tőr- és párbajtőrvívó
- Dr. Mesterházi Zsuzsanna, gyógypedagógus, az Eötvös Loránd Tudományegyetem Bárczi Gusztáv Gyógypedagógiai Karának professor emeritája
- Dr. Radoszláv Miklós, a Csányi Alapítvány a Gyermekekért Közhasznú Alapítvány operatív igazgatója
- Dr. Sárközy Péter, a római La Sapienzia Tudományegyetem Magyar Tanszékének nyugalmazott tanszékvezető egyetemi tanára, a Magyar Tudományos Akadémia Bölcsészettudományi Kutatóközpont Irodalomtudományi Intézetének nyugalmazott tudományos tanácsadója
- Sohár Pál, Széchenyi-díjas vegyészmérnök, az MTA rendes tagja, az Eötvös Loránd Tudományegyetem Természettudományi Kar Kémiai Intézet Szervetlen Kémia Tanszékének volt tanszékvezető egyetemi tanára és professor emeritusa

Polgári tagozat
- Balás Béla, a Kaposvári Egyházmegye megyés püspöke
- Bálint Géza, az orvostudomány doktora, az Országos Reumatológiai és Fizioterápiás Intézet főorvosa
- Barsi Balázs, a Szűz Máriáról nevezett Ferences Rendtartomány volt provinciálisa, a sümegi Sarlós Boldogasszony ferences kegytemplom igazgatója, a sümegcsehi Newman-kegyhely gondozója, lelkigyakorlat-vezető lelkipásztor
- Böszörményi Zoltán József Attila-díjas író, költő, az Irodalmi Jelen főszerkesztője
- Csomós József, a Tiszáninneni Református Egyházkerület püspöke, a Gönci Református Egyházközség lelkipásztora
- Csukás István Kossuth-díjas és József Attila-díjas író, költő, a Magyar Írószövetség örökös tagja
- Kassai Lajos lovasíjász, íjkészítő
- Lozsádi Károly, az orvostudomány doktora, az Országos Kardiológiai Intézet volt főigazgatója, a Semmelweis Egyetem professor emeritusa
- Merkely Béla, a Magyar Tudományos Akadémia doktora, a Semmelweis Egyetem Klinikai Központjának elnöke, a Semmelweis Egyetem klinikai rektorhelyettese, a Városmajori Szív- és Érgyógyászati Klinika igazgatója, az Általános Orvostudományi Kar Kardiológiai Központja Kardiológiai Tanszékének tanszékvezető egyetemi tanára, a Kardiológiai Szakmai Tanács elnöke
- Penke Botond Széchenyi-díjas kémikus, a Magyar Tudományos Akadémia rendes tagja, a Szegedi Tudományegyetem Általános Orvostudományi Kara Orvosi Vegytan Intézetének egyetemi tanára
- Prugberger Tamás, az állam- és jogtudomány doktora, a Miskolci Egyetem Állam- és Jogtudományi Kara Munka- és Agrárjogi Tanszékének professor emeritusa
- Rajna Gábor, producer, a Laokoon Filmgroup ügyvezetője
- Sipos Gábor producer, a Laokoon Filmgroup ügyvezetője
- Somogyi Balázs, a Connecticuti Magyar Kulturális Egyesület alapító elnöke, a New York-i 1956-os Magyar Emlékmű Bizottság alelnöke
- Szakály Sándor, a Magyar Tudományos Akadémia doktora, a VERITAS Történetkutató Intézet főigazgatója
- Szél Ágoston, a biológiai tudomány doktora, a Semmelweis Egyetem rektora, a Semmelweis Egyetem Általános Orvostudományi Kara Anatómiai, Szövet- és Fejlődéstani Intézetének igazgatója
- Szepesi Kálmán, az orvostudomány doktora, a Debreceni Egyetem Orvos- és Egészségtudományi Centrum Általános Orvostudományi Kara Ortopédiai Klinikájának ortopéd szakorvosa, professor emeritus
- Szilágyi Áron olimpiai bajnok kardvívó
- Totik Vilmos Széchenyi-díjas matematikus, a Magyar Tudományos Akadémia rendes tagja, a Szegedi Tudományegyetem Természettudományi és Informatikai Kar Bolyai Intézete Halmazelmélet és Matematikai Logika Tanszékének tanszékvezető egyetemi tanára
- Udvardy György, a Pécsi Egyházmegye megyés püspöke, a Magyar Katolikus Püspöki Konferencia elnökhelyettese
- Varga Attila, a Sapientia Erdélyi Magyar Tudományegyetem Jogtudományi Karának egyetemi docense.[28]

### 2015
2015. március 15-e alkalmából
- Aradi Mária balettmester
- Benkó Sándor előadóművész
- Benkó Ágota a Népesedési Kerekasztal koordinátora
- Bércesi Ferenc egyetemi docens
- Blaskó Gábor kémikus
- Csorba László történész
- Dávid Ferenc művészettörténész
- Faragó Sándor erdőmérnök
- Göröcs János labdarúgó
- Inzelt Péter Sándor mérnök
- Jankovich-de Jeszenice József Béla Magyarország hollandiai tiszteletbeli konzulja
- Kibédi Varga Áron irodalomtörténész
- Lehel László a Magyar Ökumenikus Segélyszervezet elnöke
- Mariano Hugo Windisch-Graetz, a Szuverén Máltai Lovagrend szlovéniai nagykövete
- Pálffy Ilona a Nemzeti Választási Iroda elnöke
- Pethő Bertalan pszichiáter
- Pukánszky Béla vegyészmérnök
- Sótonyi Péter Tamás állatorvos
- Szász Károly SOTE-kancellár
- Udvaros Béla színházi rendező
- Vigh László kémikus

2015. augusztus 20-a alkalmából
- Dr. Beer Miklós, a Váci Egyházmegye püspöke
- Dr. Beke Dezső, a fizikai tudomány doktora, a Debreceni Egyetem Természettudományi és Technológiai Kar Fizikai Intézet Szilárdtestfizikai Tanszékének egyetemi tanára
- Dóczi Tamás Péter, az MTA rendes tagja, a Pécsi Tudományegyetem Idegsebészeti Klinika egyetemi tanára
- Dr. Dulácska Endre, Széchenyi-díjas építészmérnök, a műszaki tudomány doktora, a Budapesti Műszaki és Gazdaságtudományi Egyetem Építészmérnöki Kar Szilárdságtani és Tartószerkezeti Tanszék professor emeritusa
- Foltin Jolán, Kossuth-díjas és Erkel Ferenc-díjas táncművész, táncpedagógus, rendező, a Bihari János Táncegyüttes koreográfusa
- Kálmán Alajos, Széchenyi-díjas kémikus, az MTA rendes tagja, a Magyar Tudományos Akadémia Természettudományi Kutatóközpont Szerves Kémiai Intézetének nyugalmazott tudományos osztályvezetője
- Dr. Matolcsy H. György, stúdióvezető, producer, a Pannónia Rajz- és Animációs Filmstúdió alapítója
- Orosz István, az MTA rendes tagja, a Debreceni Egyetem Bölcsészettudományi Kar Történelmi Intézetének professor emeritusa
- Dr. Poór Gyula, az MTA doktora, az Országos Reumatológiai és Fizioterápiás Intézet főigazgatója, a Semmelweis Egyetem egyetemi tanára, a Marosvásárhelyi Orvostudományi és Gyógyszerészeti Egyetem Orvostovábbképző Karának professzora
- Somfai László, Széchenyi-díjas és Erkel Ferenc-díjas zenetörténész, az MTA rendes tagja, a Magyar Tudományos Akadémia Bölcsészettudományi Kutatóközpont Zenetudományi Intézet és a Liszt Ferenc Zeneművészeti Egyetem professor emeritusa,
- Dr. Taxner-Tóth Ernő, Széchenyi-díjas irodalomtörténész, az irodalomtudomány doktora, a Debreceni Egyetem Bölcsészettudományi Kar Magyar Irodalom- és Kultúratudományi Intézetének professor emeritusa.

Ugyancsak augusztus 20-a alkalmából kapták kézhez a kitüntetést:
- Dr. Bogner István nyugalmazott egyetemi tanár, az Újvidéki Egyetem Bölcsészettudományi Kara Doktori Iskolájának mentora,
- Dimitrios Takas, Magyarország thessaloniki tiszteletbeli főkonzulja,
- Edmund Wittbrodt, a lengyel parlament képviselője, a Felsőház Európai Ügyek Bizottságának elnöke,
- Erdoğan Erken, Magyarország tekirdaği tiszteletbeli konzulja,
- Jørgen Vig Knudstorp, a LEGO cégcsoport vezérigazgatója,
- Dr. Jürgen Vocke, a Bajor Vadász Szövetség elnöke,
- Lars E. Kann-Rasmussen, a  Velux építőipari vállalat nyugalmazott elnök-vezérigazgatója, a  Villum Alapítvány felügyelőbizottsági elnöke,
- Sebestyén Ernő Liszt Ferenc-díjas hegedűművész, a müncheni Zeneművészeti Főiskola nyugalmazott tanszékvezető professzora

### 2014
Polgári tagozat
- Ágai Ilona gyógypedagógus
- Andrásofszky Barna, a Magyar Egészségügyi Társaság alapítója és örökös elnöke
- Herbert de Balkany, a La Société Générale Immobiliére ingatlanforgalmazó-fejlesztő cégek elnök-tulajdonosa
- Benyó Zoltán a műszaki tudomány doktora, a Budapesti Műszaki és Gazdaságtudományi Egyetem Villamosmérnök és Informatikai Karának professor emeritusa
- Bereményi Géza  író, rendező
- Bíró Péter az MTA Ökológiai Kutatóközpont Balatoni Limnológiai Intézet kutatóprofesszor emeritusa
- Bogyay Katalin, Magyarország UNESCO nagykövete, az UNESCO Közgyűlés volt elnöke
- Budai Ilona az Óbudai Népzenei Iskola népi ének tanára
- de Châtel Rudolf belgyógyász professor emeritus
- Dévény Anna intézményvezető gyógytornász
- Dux László tanszékvezető egyetemi tanár
- Gadó János az MTA Energiatudományi Kutatóközpont tudományos tanácsadója
- Dr. Gedai István a Nemzeti Emlékhely és Kegyeleti Bizottság elnökhelyettese, a Magyar Nemzeti Múzeum nyugalmazott főigazgatója
- Gógl Árpád orvos, volt egészségügyi miniszter
- Grósz Andor orvos dandártábornok
- Hamza Gábor jogász, tanszékvezető egyetemi tanár
- Huszti Péter színész
- Kaszás Ildikó balettmester
- Kocsár Miklós zeneszerző
- Komlósi Ildikó operaénekes
- Kövesné dr. Gilicze Éva Széchenyi-díjas közlekedésmérnök, az MTA doktora, a Budapesti Műszaki és Gazdaságtudományi Egyetem Közlekedésmérnöki és Járműmérnöki Karának professor emeritája
- Makara B. Gábor neuroendokrinológus
- Orosz Zoltán  a Honvédelmi Minisztérium vezérkari főnök-helyettese
- Pintér Lajos veronai tiszteletbeli főkonzul
- Pintér Sándor az orvostudomány kandidátus
- Szakály György balettművész
- Szalay Károly író, irodalomtörténész
- Szekeres Tamás egyetemi tanár
- Szuromi Szabolcs pap, kanonok, rektor
- Tamássy Lajos a matematikai tudomány doktora, a Debreceni Egyetem Természettudományi és Technológiai Kar professor emeritusa
- Tarnai Tibor mérnök
- Taróczy Balázs wimbledoni bajnok, háromszoros világbajnok és Európa-bajnok teniszező, az Európai Nemzetközi Teniszszövetség Junior Bizottságának tagja
- Tőkéczki László  a történelemtudomány kandidátusa
- Ütő Endre, a Magyar Állami Operaház volt igazgatója, operaénekes

Katonai tagozat
- Huszár László, a Büntetés-végrehajtás Országos Parancsnoksága Tudományos Tanácsának elnöke[33]

### 2013
Polgári tagozat
- Acsády György orvos, akadémiai doktor, egyetemi tanár
- Bedő György könyvkiadó
- Berczik Árpád állami díjas hidrobiológus, zoológus, ökológus, professor emeritus
- Béres Ilona színésznő
- Dr. Christoph Bergner, parlamenti államtitkár
- Bitskey Tibor színész
- Bokor József Széchenyi-díjas villamosmérnök, egyetemi tanár
- Borda Lajos antikvárius, könyvkiadó
- Dr. Brassai Attila Miklós, tanszékvezető egyetemi tanár
- Claude Chéruy, a Belga Szövetségi Gazdasági Minisztérium nemzetközi kapcsolatokért felelős főigazgatója[37]
- Dávid Gyula irodalomtörténész, szerkesztő
- Dunai Antal olimpiai bajnok labdarúgó
- Egyed Ákos történész
- Dr. Fenyvesi Máté magyar válogatott labdarúgó, állatorvos
- Ferencz István építész
- Dr. Finta József Állami és Kossuth-díjas építész
- Geskó Judit művészettörténész
- Hajnal András állami díjas matematikus, professor emeritus
- Dr. Horváth Péter, a Stuttgarti Egyetem professor emeritusa, a Horváth AG felügyelőbizottságának elnöke, az IFUA Horváth & Partners alapítója[38]
- Janáky György Ybl Miklós-díjas építész
- Dr. Jávor András (*1952) a mezőgazdasági tudomány kandidátusa, rektorhelyettes
- Dr. Kilian István irodalomtörténész
- Kodály Zoltánné Péczely Sarolta énekművész
- Kozák Imre gépészmérnök
- Kulin Ferenc kritikus, irodalomtörténész, színműíró
- Levente Péter, Jászai Mari-díjas színművész, rendező, meghívott tanár
- Dr. M. Kiss Sándor, a történelemtudomány kandidátusa, tanszékvezető egyetemi tanár
- Magyar Kálmán Széchenyi-díjas orvos, farmakológus, professor emeritus
- Dr. Major István nagykövet
- Mátyás Csaba, erdőmérnök, ökológus, egyetemi tanár
- Dr. Metzinger Éva, nyugalmazott jegyző
- Mezey Katalin prózaíró, költő, műfordító
- Sérgio Eduardo Moreira Lima, a Brazil Szövetségi Köztársaság budapesti nagykövete[39]
- Nagy Ferenc István biológus
- Patthy László, Széchenyi-díjas biokémikus, kutatóprofesszor
- Petrányi Győző, Állami és Széchenyi-díjas immunológus, tudományos és egészségügyi szakértő, professor emeritus
- Pitti Katalin operaénekes
- Schrammel Imre Kossuth-díjas keramikusművész, érdemes művész
- Serényi István újságíró
- Philippe Suinen, a Belgiumi Francia Közösség külkapcsolatokért felelős főigazgatója[37]
- Dr. Szabó Imre az állam- és jogtudomány kandidátusa, dékán
- Széles Sándor úszó, öttusázó, edző
- Szőnyi Zsuzsa, író (Az Okmány száma: VIII-1/03319/34/2013, dátuma: 2013. június 24, aláírója: Áder János köztársasági elnök. Indoklás: a magyar kultúra több évtizedes, áldozatos szolgálatáért, sokoldalú irodalmi munkásságáért, példaértékű életútja elismeréseként
- Tóth József professor emeritus, címzetes egyetemi tanár, kémikus
- Tóth Tibor nagykövet
- Tőke László vegyészmérnök
- Trogmayer Ottó muzeológus, régész
- Dirk Wouters nagykövet, a Belga Királyság EU mellett működő képviseletének állandó képviselője[37]
- Dr. Zalaváry Lajos Kossuth-díjas építészmérnök

Katonai tagozat
- Petrusz Tibor ezredes

### 2012
Polgári tagozat
- Adamik Tamás, az ELTE professor emeritusa
- Ádám József, geodéta
- Balassa Sándor, zeneszerző
- Béres József, vegyész, a kémiai tudomány kandidátusa
- Bíró László, tábori püspök
- Bodó Sándor, múzeumi főigazgató
- Dr. Botos Katalin, egyetemi tanár
- Ottavio Cinquanta[41]
- Csaba László, közgazdász
- Cseh László olimpikon úszó
- Mikołaj Dowgielewicz, a Lengyel Köztársaság Külügyminisztériumának EU-ügyekért felelős államtitkára[42]
- Farkasfalvy Dénes ciszterci apát, teológus
- Géher István Shakespeare-kutató, professor emeritus
- Gyárfás Tamás sportvezető
- Gyurta Dániel úszó
- Habsburg-Lotharingiai Mihály
- Hadlaczky Gyula, genetikus
- Hermann Róbert, történész
- Gao Jian, volt nagykövet
- Wolfgang Gerhardt, a Friedrich Naumann Alapítvány elnöke, német szövetségi parlament képviselője[43]
- Jakobovits Miklós festőművész
- Kocsis Fülöp, megyés püspök
- Kondor Katalin, újságíró
- Kovács István, költő, műfordító, történész
- Lator László, költő, műfordító, irodalomtörténész
- Roman Majewski atya, a Jasna Góra-i pálos kolostor házfőnöke[44]
- Márta István zeneszerző
- Molnár Zoltán edző, sportvezető
- Náray-Szabó Gábor, kémikus
- Papp Gyula, orvos
- Romani Rose
- Dejan Šahović, volt nagykövet
- Ricardo Espírito Santo Silva Salgado, bankár
- Schlett István, politológus
- Serfőző Simon, költő, író
- Snétberger Ferenc, gitárművész
- Sors Tamás világcsúcstartó, többszörös paralimpiai, világ- és Európa-bajnok magyar úszó
- Spányi Antal székesfehérvári megyés püspök
- Szepsy István, borász
- Szoboszlai Sándor, színész
- Sztrilich Ágnes a Szociális Testvérek Társasága volt elöljárója
- Janusz Szwedo, a Lengyel Köztársaság Kuvait Államba akkreditált nagykövete[44]
- Tetsuo Ito, volt nagykövet
- Juca Volonté, politikus
- Hans Zehetmair, alapítványi elnök

Katonai tagozat
- Kovács József altábornagy

### 2011

#### Polgári tagozat
- Jim Cloos, az Európai Unió Tanácsának Főtitkársága főigazgató-helyettese[45]
- René Roudaut, a Francia Köztársaság budapesti nagykövete[46]
- Barsiné Pataky Etelka, az EU Duna Régió Stratégiáért felelős kormánybiztos[47]
- Simonné dr. Berta Krisztina, a Belügyminisztérium európai uniós és nemzetközi helyettes államtitkára[47]
- Randolph L. Braham[a 1] nyugalmazott történészprofesszor[48]
- Eberhard Diepgen ügyvéd, Berlin volt kormányzó polgármestere[49]
- Diego López Garrido, Spanyolország Külügyi és Együttműködési Minisztériuma európai ügyek államtitkára[50]
- Dr. Wendel Schindele, a Wentech International Consulting Kft. ügyvezető igazgatója[51]
- Dr. Buzsáki György, a Magyar Tudományos Akadémia külső tagja, a Rutgers-Newark Egyetem professzora, agykutató[52]
- Somogyi Péter, a Magyar Tudományos Akadémia levelező tagja, az Oxfordi Egyetem Anatómiai és Neuropharmakológiai Intézet igazgatója, neurobiológus[52]
- Dr. Dávid László mérnök, a Sapientia Erdélyi Magyar Tudományegyetem rektora, egyetemi tanár[52]
- Dr. Rabó Gyula Kossuth-díjas vegyészmérnök, a Magyar Tudományos Akadémia külső tagja[52]
- Sisa István író[52]
- Dr. Tarics Sándor olimpiai bajnok vízilabdázó[52]
- Bernd Posselt európai parlamenti képviselő, a Németországi Páneurópai Unió elnöke, a Szudétanémet Szövetség szóvivője[53]

2011. március 15-e alkalmából
- Árkai Péter, Széchenyi-díjas geológus, a Magyar Tudományos Akadémia rendes tagja, a Magyar Tudományos Akadémia Geokémiai Kutatóintézete kutatóprofesszora
- Besznyák István, Széchenyi-díjas orvos, a Magyar Tudományos Akadémia rendes tagja, a Semmelweis Egyetem professor emeritusa
- Dr. Bod Péter Ákos, a közgazdaságtudomány kandidátusa, a Budapesti Corvinus Egyetem Közgazdaságtudományi Kar tanszékvezető egyetemi tanára
- Dr. Boross Imre, nyugalmazott ügyvéd
- Dr. Csókay András, a Borsod-Abaúj-Zemplén Megyei Kórház idegsebészeti osztályvezető főorvosa
- Frank Dreves, az AUDI AG Igazgatótanács tagja
- Dr. Entz Béla, Állami-díjas biológus, a Magyar Tudományos Akadémia Balatoni Limnológiai Kutatóintézete nyugalmazott tudományos főmunkatársa
- Fekete Gábor, Széchenyi-díjas ökológus, botanikus, a Magyar Tudományos Akadémia rendes tagja, a Magyar Tudományos Akadémia Ökológiai és Botanikai Kutatóintézete kutatóprofesszora
- Horváth János politikus
- Hans Kaiser, volt miniszter, a Konrad Adenauer Alapítvány Budapesti képviselete vezetője
- Dr. Keresztes Imre, a Központi Nyomozó Főügyészség főügyésze
- Kiss Imre, a Művészetek Palotája Kulturális Szolgáltató Kft. vezérigazgatója
- Klinghammer István, a Magyar Tudományos Akadémia rendes tagja, az Eötvös Loránd Tudományegyetem Informatikai Kar egyetemi tanára
- Dr. Korzenszky Richárd Miklós, a Tihanyi Bencés Apátság vezetője
- Lapis Károly, Széchenyi-díjas orvos, a Magyar Tudományos Akadémia rendes tagja, a Semmelweis Egyetem I. sz. Patológiai és Kísérleti Rákkutató Intézet professor emeritusa
- Dr. Márkus Mihály, a Dunántúli Református Egyházkerület nyugalmazott püspöke
- Pásztor Emil, Széchenyi-díjas idegsebész, a Magyar Tudományos Akadémia rendes tagja, az Országos Idegsebészeti Tudományos Intézet professor emeritusa
- Dr. Szendi József, nyugalmazott veszprémi érsek

2011. augusztus 20-a alkalmából 
- Albert Flórián labdarúgó, a Nemzet Sportolója
- Arató Péter, az MTA rendes tagja, a Budapesti Műszaki és Gazdaságtudományi Egyetem Villamosmérnöki és Informatikai Kar Irányítástechnika és Informatika Tanszék egyetemi tanára
- Dr. Bodor Miklós, az MTA külső tagja, az IVAX Gyógyszerkutató Intézet Kft. nyugalmazott ügyvezető igazgatója
- Buda Ferenc Kossuth-díjas költő, műfordító
- Domonkos István nyugdíjas gépészmérnök, volt önkormányzati képviselő, az Ellenzéki Kerekasztal résztvevője[56]
- Dr. Fodor György teológus, a Pázmány Péter Katolikus Egyetem rektora, egyetemi tanár
- Freund Tamás Széchenyi-díjas neurobiológus, az MTA rendes tagja, az MTA Kísérleti Orvostudományi Kutatóintézet igazgatója
- Horváth József Széchenyi-díjas növény virológus, az MTA rendes tagja, a Kaposvári Egyetem kutatóprofesszora, a keszthelyi Pannon Egyetem professor emeritusa
- Dr. Kahler Frigyes, a Veszprém Megyei Bíróság bírája
- Dr. Nánási László címzetes fellebbviteli főügyészségi ügyész, a Bács-Kiskun Megyei Főügyészség főügyésze
- Dr. Patkó Gyula, a műszaki tudomány kandidátusa, a Miskolci Egyetem rektora
- Dr. Préda István, az orvostudomány doktora, a Semmelweis Egyetem Kardiológiai Központ professor emeritusa
- Romics László, az MTA rendes tagja, Széchenyi-díjas belgyógyász, a Semmelweis Egyetem III. sz. Belgyógyászati Klinika professor emeritusa[56]
- Rózsás János író, történész
- Szépfalusy Péter, az MTA rendes tagja, Széchenyi-díjas fizikus, az Eötvös Loránd Tudományegyetem Fizikai Intézet professor emeritusa
- Szinte Gábor festőművész, nyugalmazott egyetemi tanár
- Tar Pál volt nagykövet
- Dr. Török József egyháztörténész, a Pázmány Péter Katolikus Egyetem Hittudományi Kar tanszékvezető egyetemi tanára
- Töttös Pál, a Politikai Foglyok Országos Szövetsége Tolna megyei Szervezete elnöke[56]
- Uhrik Teodóra Kossuth-díjas táncművész, a Pécsi Művészeti Gimnázium és Szakközépiskola táncművészeti igazgatóhelyettese
- Dr. Völgyesi Miklós, a Legfelsőbb Bíróság nyugalmazott tanácselnöke

#### Katonai tagozat
- Dr. Hatala József rendőr altábornagy, országos rendőrfőkapitány[47]

### 2010

#### Polgári tagozat
- Dr. Barát Gábor, az Országos Nyugdíjbiztosítási Főigazgatóság főigazgatója[57]
- Dr. Borsik János, a Mozdonyvezetők Szakszervezete ügyvezető alelnöke[57]
- Demetrovics János Széchenyi-díjas magyar matematikus, informatikus, egyetemi tanár, a Magyar Tudományos Akadémia rendes tagja[57]
- Gábos Zoltán fizikus, az MTA tagja
- Gelsey Vilmos, a Richter Gedeon Nyrt. gyógyszergyártó cég igazgatóságának elnöke[58]
- Gordos Géza Széchenyi-díjas villamosmérnök, a Budapesti Műszaki és Gazdaságtudományi Egyetem Távközlési és Médiainformatikai Tanszék egyetemi tanára, a MTESZ elnöke[57]
- Györkös Péter a Magyar Köztársaság zágrábi rendkívüli és meghatalmazott nagykövete[57]
- Halász Péter, emigráns író és újságíró
- Hegedűs Dóra, a Miniszterelnöki Hivatal államtitkára, a miniszterelnök kabinetfőnöke[57]
- Dr. Kaposvári Bertalan a Legfelsőbb Bíróság nyugalmazott elnökhelyettese[57]
- Karácsony Imréné, a Pénzügyminisztérium szakállamtitkára[57]
- Kusai Sándor Zoltán, a Magyar Köztársaság pekingi rendkívüli és meghatalmazott nagykövete[57]
- Dr. Manherz Károly, a nyelvtudomány kandidátusa, az Oktatási és Kulturális Minisztérium szakállamtitkára[57]
- Mátyus Sándor, a Magyar Köztársaság volt kabuli rendkívüli és meghatalmazott nagykövete[57]
- Palcsó Sándor, a Magyar Állami Operaház Liszt Ferenc-díjas magánénekese, Kiváló Művész[57]
- Dr. Sándor László, a Szociális és Munkaügyi Minisztérium Közmunka Tanács elnöke[57]
- Somlyódy László, Széchenyi-díjas magyar vízépítő mérnök, gépészmérnök, egyetemi tanár, a Magyar Tudományos Akadémia rendes tagja[57]
- Dr. Székely Judit, a Szociális és Munkaügyi Minisztérium szakállamtitkára[57]
- Sztevanovity Dusán, szerb származású magyar dalszövegíró, dramaturg, zenész[57]
- Timár Sándor koreográfus, táncpedagógus
- Dr. Tordai Csaba, a Miniszterelnöki Hivatal államtitkára[57]
- Varnus Xavér, orgonaművész és író[57]
- Dr. Vastagh Pál, az állam- és jogtudomány kandidátusa, a Magyar Köztársaság ottawai rendkívüli és meghatalmazott nagykövete[57]

#### Katonai tagozat
- Végvári József nyugállományú rendőr őrnagy[57]

#### Október 23.
- Dr. Bábel Balázs kalocsa-kecskeméti érsek
- Dr. Boleratzky Lóránd egyházjogász
- Dr. Bolyki János nyelvtudományi doktor, a Károli Gáspár Református Egyetem professor emeritusa
- Borhidi Attila botanikus, a Pécsi Tudományegyetem professor emeritusa
- Böjte Csaba ferences rendi szerzetes
- Csák János üzletember
- Dr. Csom Gyula gépészmérnök, a Budapesti Műszaki és Gazdaságtudományi Egyetem professor emeritusa
- Demjén Ferenc énekes, zeneszerző és szövegíró
- Deutsch Róbert főrabbi
- Dr. Edvi Péter Tamás az állatorvos tudomány kandidátusa, a Nemzetközi Gyermekmentő Szolgálat alapító elnöke
- Erdélyi Géza a Szlovákiai Református Keresztyén Egyház nyugalmazott püspöke
- Dr. Erőss Pál ügyvéd, volt legfelsőbb bírósági bíró
- Fodor István villamosmérnök
- Dr. Halzl József a Rákóczi Szövetség elnöke
- Ittzés János evangélikus lelkész, a Nyugati (Dunántúli) evangélikus egyházkerület püspöke
- Dr. Kálmán Attila a Dunántúli Református Egyházkerület volt főgondnoka
- Keviczky László villamosmérnök, a Magyar Tudományos Akadémia Számítástechnikai és Automatizálási Kutatóintézete kutatóprofesszora
- Kulcsár Győző olimpiai bajnok vívó, mesteredző
- Dr. Olofsson Placid a Budai Ciszterci Szent Imre Plébánia bencés szerzetese, tanára
- Dr. Pakucs János az Olajterv Holding Kft. ügyvezető igazgatója, a Magyar Innovációs Szövetség tiszteletbeli elnöke
- Dr. Pálos Miklós ügyvéd, volt államtitkár
- Dr. Pápai Lajos győri megyés püspök
- Dr. Péntek János a Babeș–Bolyai Tudományegyetem professzora, a Szabó T. Attila Nyelvtudományi Intézet szakmai igazgatója
- Dr. Uttó György a Legfelsőbb Bíróság tanácselnöke

Katonai tagozat
- Krasznay Béla nyugalmazott ezredes, a Recski Szövetség elnöke[59]

### 2009
- Aján Tamás, a Nemzetközi Súlyemelő Szövetség elnöke
- Baranyai János, a Legfelsőbb Bíróság nyugalmazott tanácselnöke
- Bárándy Péter volt igazságügy-miniszter
- Bocskay T. József, az Igazolt Magyar Szabadságharcosok Világszövetségének elnöke
- Buda Béla orvos, pszichiáter
- Cseh Tamás, zeneszerző, énekes, előadóművész
- Csötönyi Sándor, a Magyar Ökölvívó Szövetség elnöke
- Farkas István közgazdász, a PSZÁF Tanácsának volt elnöke
- Radnóti Miklósné Gyarmati Fanni[60]
- Gyarmati István, a HM Oktatási és Tudományos Tanácsának elnöke
- Györfi László, Széchenyi-díjas matematikus
- Hodicska Tibor bukaresti főkonzul
- Horváth Jenő, a Magyar Ügyvédi Kamara örökös tiszteletbeli elnöke
- Járay Jenő, az orvostudomány doktora
- Jobst Kázmér, Széchenyi-díjas orvos
- Kiss Tibor, a Magyar Köztársaság rendkívüli és meghatalmazott nagykövete
- Kovács Ferenc, az MTA rendes tagja
- Külkey László, a Magyar Állami Operaház nyugalmazott magánénekese
- Láng István, a Liszt Ferenc Zeneművészeti Egyetem nyugalmazott egyetemi tanára
- Lepsényi István, a Knorr-Bremse Fékrendszerek Kft. vezérigazgatója
- Maár Gyula, Balázs Béla-díjas filmrendező
- Mőcsényi Mihály, a mezőgazdasági tudomány doktora
- Murányi Katalin, a Legfelsőbb Bíróság kollégiumvezető-helyettese
- Nagy Frigyes volt földművelésügyi miniszter
- Nagy Kálmán, a Debreceni Fellebbviteli Főügyészség fellebbviteli főügyésze
- Nagy Márta, a Gazdasági Versenyhivatal elnökhelyettese
- Nagy Tamás, a Mezőgazdasági Szövetkezők és Termelők Országos Szövetségének elnöke
- Orbán Miklós, Széchenyi-díjas vegyészmérnök
- Páczelt István, a Miskolci Egyetem Gépészmérnök és Informatikai Kar Mechanikai Tanszék egyetemi tanára
- Mark Palmer amerikai politikus, diplomata
- Peisch Sándor, a Magyar Köztársaság rendkívüli és meghatalmazott nagykövete
- Rainer M. János, a Magyar Forradalom Története Dokumentációs és Kutatóintézete Közalapítvány főigazgatója
- Ráday Mihály Kossuth-díjas operatőr, rendező, szerkesztő
- Sándor György, a Budapesti Kamaraszínház Jászai Mari-díjas előadóművésze
- Simonyi András, a washingtoni külképviselet volt vezetője
- Szőke László, a prágai külképviselet vezetője

#### Katonai tagozat
- Nagy János, a Vám- és Pénzügyőrség országos parancsnoka

### 2008
- Berényi Dénes magyar atomfizikus, a Magyar Tudományos Akadémia rendes tagja
- Cser László, fizikus, tanszékvezető egyetemi tanár
- Daróczy Zoltán, Széchenyi-díjas magyar matematikus, egyetemi tanár, a Magyar Tudományos Akadémia rendes tagja
- Dusev-Janics Natasa olimpiai bajnok kajakozó
- Halász Gábor, magyar matematikus, egyetemi tanár, a Magyar Tudományos Akadémia rendes tagja
- Kincses Veronika, opera-énekesnő
- Kovács Katalin olimpiai és világbajnok kajakozó
- Mundruczó Kornél film- és színházi rendező[61]
- Pataki Ferenc, Széchenyi-díjas magyar szociálpszichológus
- Pavlics Ferenc kutató
- Szolcsányi János Széchenyi-díjas magyar orvos, farmakológus, egyetemi tanár, a Magyar Tudományos Akadémia rendes tagja
- Tordy Géza, a Nemzet Színésze címmel kitüntetett, Kossuth-díjas és kétszeres Jászai Mari-díjas magyar színész, rendező
- Ürge-Vorsatz Diána fizikus, klímakutató
- Varga Tamás kétszeres olimpiaibajnok, vízilabdázó
- Wichmann Tamás kilencszeres kenuvilágbajnok
- Zsigmond Attila a Budapest Galéria igazgatója

### 2007
- Bogsch Erik, a Richter Gedeon Vegyészeti Gyár Nyrt. vezérigazgatója, Széchenyi-díjas
- Esterházy Péter, Kossuth-díjas író
- Hatvani László, akadémikus, SZTE Bolyai Intézet egyetemi tanár
- Horeczky Károly, Legfelsőbb Bíróság tanácselnöke
- Jovánovics György, Kossuth-díjas szobrászművész
- Józsa László, a Magyar Nemzeti Tanács elnöke
- Kántor András Richárdné, a Komárom-Esztergom Megyei Bíróság elnöke
- Kásler Miklós, az orvostudomány kandidátusa, az Országos Onkológiai Intézet főigazgató-főorvosának, tanszékvezető egyetemi tanár
- Kende János Kossuth-díjas filmoperatőrnek, a Színház- és Filmművészeti Egyetem rektori megbízottjának, a Magyar Operatőrök Társasága elnöke
- Losonczi Ágnes, a szociológiai tudomány doktorának, az MTA Szociológiai Kutatóintézet alapító tagjának, professor emeritus
- Markó Iván balettművész, koreográfus
- Nádas Péter Kossuth-díjas író
- Olasz Nándor, a Legfelsőbb bíróság ny. tanácselnöke
- Roóz József, a közgazdaságtudomány kandidátusa, a Budapesti Gazdasági Főiskola rektora, tanszékvezető főiskolai tanár
- Szabó Gyula, a székesfehérvári Vörösmarty Színház Kossuth-díjas színművésze, kiváló művész
- Szabó Miklós, az MTA rendes tagja, az ELTE Bölcsészettudományi Kar Régészettudományi Intézet egyetemi tanár
- Székely Éva, a Nemzet Sportolója, olimpiai és világbajnok úszó, mesteredző
- Varga János, a történelemtudomány doktora, az MTA rendes tagja, a Magyar Országos Levéltár ny. főigazgatója

### 2007. március 15.
Polgári tagozat
- Ágh Attila, a filozófiai tudomány doktora, a Budapesti Corvinus Egyetem egyetemi tanára
- Bali József, a Honvédelmi Minisztérium védelempolitikai szakállamtitkára
- Báger Gusztáv, a közgazdaságtudomány kandidátusa, az Állami Számvevőszék Fejlesztési és Módszertani Intézete főigazgatója, a Pázmány Péter Katolikus Egyetem egyetemi tanára
- Gécseg Ferenc, a Magyar Tudományos Akadémia rendes tagja, a Szegedi Tudományegyetem Számítástudományi Tanszék tudományos tanácsadója, egyetemi tanár
- Ginsztler János, a Magyar Tudományos Akadémia levelező tagja, a Budapesti Műszaki és Gazdaságtudományi Egyetem Anyagtudományi Tanszéke tanszékvezető egyetemi tanára, a Mérnöktovábbképző Intézet igazgatója
- Görög Sándor Széchenyi-díjas kémikus, az MTA rendes tagja, a Richter Gedeon Vegyészeti Gyár Rt. tudományos tanácsadója
- Illovszky Rudolf nyugalmazott edző, szövetségi kapitány
- Koncz Gábor, a Budaörsi Játékszín Kossuth-díjas színművésze, rendezője
- Kovács Apollónia előadóművész
- Lovag Zsuzsa muzeológus, az Iparművészeti Múzeum volt főigazgatója
- Márta Ferenc kémikus, az MTA rendes tagja, nyugalmazott egyetemi tanár
- Nász István virológus, immunológus, az MTA rendes tagja, professor emeritus
- Péntek Imre költő, kritikus, lapszerkesztő
- Sánta Ferenc író
- Sass Sylvia operaénekes
- Szilágyi Júlia irodalomkritikus
- Varga Gyula, a közgazdaságtudomány doktora, a Kaposvári Egyetem Gazdaságtudományi Kar egyetemi tanára, a Doktori Iskola vezetője

### 2006
- Bódis Erzsébet textilművész
- Bródy János Kossuth-díjas előadóművész, dalszövegíró
- Chikán Attila közgazdász, egyetemi tanár
- Dank Viktor geológus
- Ficzere Lajos jogász, egyetemi tanár
- Friedrich Péter Széchenyi-díjas orvos, biokémikus, neurobiológus, a Magyar Tudományos Akadémia rendes tagja
- Gergely János immunológus
- Iványi Gábor lelkész, politikus
- Kállai Kiss Ernő klarinét- és tárogatóművész
- Koncz Zsuzsa Liszt Ferenc-díjas énekesnő, előadóművész
- Mészáros Tamás közgazdász
- Mihály György Széchenyi-díjas magyar fizikus, egyetemi tanár, a Magyar Tudományos Akadémia rendes tagja
- Paládi-Kovács Attila magyar etnográfus, muzeológus, egyetemi tanár, a Magyar Tudományos Akadémia levelező tagja. 1986 és 2004 között az MTA Néprajzi Kutatóintézetének igazgatója
- Pantó György Széchenyi-díjas magyar geológus, geokémikus, vulkanológus, kutatóprofesszor, a Magyar Tudományos Akadémia rendes tagja
- Pálinkás Gábor Széchenyi-díjas magyar fiziko-kémikus, tudományos kutató, a Magyar Tudományos Akadémia rendes tagja
- Pál Tamás karmester
- Pécsi Ildikó színművész
- Perényi Miklós gordonkaművész, tanár
- Pléh Csaba Széchenyi-díjas magyar pszichológus, nyelvész, a Magyar Tudományos Akadémia rendes tagja
- Rostoványi Zsolt közgazdász, egyetemi tanár
- Sebő Ferenc énekes, gitáros, tekerőlantos, dalszerző, népzenekutató és építészmérnök
- Tardos Márton magyar közgazdász, politikus
- Tigyi József magyar orvos, biofizikus, egyetemi tanár, a Magyar Tudományos Akadémia rendes tagja
- Tréfás György Liszt Ferenc-díjas magyar operaénekes
- Vida Gábor Széchenyi-díjas magyar biológus, genetikus, ökológus, egyetemi tanár, a Magyar Tudományos Akadémia rendes tagja
- Martin Winterkorn autóipari menedzser

### 2005
- Balázs Péter, a Budapesti Corvinus Egyetem Közgazdaság-tudományi Kar Európa Tanszék egyetemi tanára,
- Bartus Pál, a Co-op Hungary Rt. elnök-vezérigazgatója,
- Bródi Gábor, ENSZ-nagykövet
- Buváriné Mádl Mária, a Fővárosi Bíróság tanácselnöke
- Czeizel Endre orvos-genetikus
- Domokos Jenő, a Legfelsőbb Bíróság tanácselnöke
- Gabányi Józsefné, a Legfelsőbb Bíróság tanácselnöke
- Gecse Attila, a Külügyminisztérium helyettes államtitkára
- Csapodi Pál, az Állami Számvevőszék főtitkára
- Dobai Péter, a Pécsi Tudományegyetem Közgazdaság-tudományi Kara dékánja, egyetemi tanár
- Farkas Árpád, erdélyi magyar író, költő, műfordító
- Füredi Károly, a Miniszterelnöki Hivatal helyettes államtitkára
- Haraszti Miklós újságíró, politikus
- Hazai György, az MTA r. tagja, turkológus, orientalista
- Horányi Miklós, a Szegedi Fellebbviteli Főügyészség főügyésze
- Kaltenbach Jenő országgyűlési biztos
- Kátai Imre matematikus, akadémikus
- Kovács László Széchenyi-díjas magyar orvos, fiziológus, egyetemi tanár, a Magyar Tudományos Akadémia rendes tagja
- Lax Péter magyar származású amerikai matematikus
- Leitner Sándor festőművész, a Kaposvári Egyetem rektorhelyettese
- Mészáros Ernő, az MTA r. tagja, a Veszprémi Egyetem tszv. egyetemi tanára
- Mészáros Márta Kossuth-díjas filmrendező
- Mikolás Tibor építész
- Mojzer Miklós művészettörténész, muzeológus
- Molnár Károly Széchenyi-díjas (2007) gépészmérnök, egyetemi tanár, politikus
- Monostori Lajosné közgazdász, a KEHi elnöke
- Móna István olimpiai bajnok öttusázó, vívó, edző, sportvezető
- Nemecz Ernő geokémikus, az MTA r. tagja, a Veszprémi Egyetem ny. egyetemi tanára
- Oltványi Ottó az MTI volt vezérigazgatója,
- Öllős Géza vízépítő mérnök, ny. egyetemi tanár
- Prékopa András matematikus, akadémikus
- Rajk László építész, díszlettervező
- Scharle Péter, a Széchenyi István Egyetem rektorhelyettese, egyetemi tanár
- Sebestyén Márta előadóművész, népdalénekes
- Somogyi László ny. építésügyi és városfejlesztési miniszter
- Szabó Gábor, a Szegedi Tudományegyetem rektora
- Szepesi György magyar rádiós sportkommentátor
- Sztevanovity Zorán, Liszt Ferenc- és Kossuth-díjas előadóművész, énekes, gitáros, zeneszerző
- Tarr Béla filmrendező
- Tétényi Pál magyar kémikus, a Magyar Tudományos Akadémia rendes tagja
- Tóth Aladárné, a Legfelsőbb Bíróság ny. tanácselnöke
- Török Ferenc öttusázó, edző, a Wesselényi Miklós Sport Közalapítvány elnöke
- Udvari László, közgazdász, egyetemi docens,
- Andrew Lloyd Webber zeneszerző
- Zubovics Lászlóné, a Fővárosi Bíróság tanácselnöke
- Zwack Péter üzletember, politikus

#### Katonai tagozat
- Béndek József hőr. vezérőrnagy, a Határőrség országos parancsnoka

### 2004
- Bánáti János ügyvéd
- Beck Mihály, magyar kémikus, tudománytörténész, egyetemi tanár, a Magyar Tudományos Akadémia rendes tagja
- Benedek Tibor, háromszoros olimpiai bajnok, Európa- és világbajnok vízilabdázó
- Biros Péter, háromszoros olimpiai bajnok vízilabdázó
- Bodrogi Gyula, a Nemzet Színésze címmel kitüntetett, Kossuth- és kétszeres Jászai Mari-díjas színművész, rendező
- Czímer József dramaturg, író, műfordító
- Enyedi György geográfus
- Fodor Rajmund, kétszeres olimpiai bajnok vízilabdázó
- Frühling János onkológus, rákkutató
- Gottfried Péter, külügyekre specializálódott magyar politikus
- Göncz Árpádné Göntér Mária Zsuzsanna
- Gyulai József, Széchenyi-díjas magyar fizikus, egyetemi tanár, a Magyar Tudományos Akadémia rendes tagja
- Horn Péter, Széchenyi-díjas magyar agrármérnök, egyetemi tanár, az MTA rendes tagja
- Kaján Tibor, grafikus, karikaturista
- Kásás Tamás olimpiai bajnok vízilabdázó
- Kiss Gergely olimpiai bajnok vízilabdázó
- Konkoly István, Szombathely XIV. püspöke
- Konok Tamás, Kossuth-díjas magyar festő- és szobrászművész
- Kovács Álmos politikus
- Leindler László, matematikus, akadémikus
- Molnár Tamás olimpiai bajnok vízilabdázó
- Novák Dezső olimpiai bajnok labdarúgó
- Póczy Klára régész, művészettörténész
- Popper Péter pszichológus, pszichoterapeuta
- Sótonyi Péter, Széchenyi-díjas magyar orvos, patológus, egyetemi tanár, a Magyar Tudományos Akadémia rendes tagja
- Storcz Botond, olimpiai bajnok kajakozó
- Sugár András üzletember
- Szécsi Zoltán olimpiai bajnok vízilabdázó
- Telegdy Gyula, Széchenyi-díjas magyar orvos, neuroendokrinológus, egyetemi tanár, a Magyar Tudományos Akadémia rendes tagja
- Vári Attila olimpiai bajnok vízilabdázó

### 2003
- Bazsa György, a kémiai tudomány doktora
- Bán Ferenc Kossuth-díjas építész
- Csató Béla, a marosvásárhelyi Római Katolikus Plébánia főesperese
- Detrekői Ákos, a Budapesti Műszaki és Gazdaságtudományi Egyetem rektora
- Dimény Imre agrármérnök, professor emeritus
- Dinnyés János egyetemi tanár
- Eckhardt Sándor, az Országos Onkológiai Intézet Klinikai Onkológiai Tanszék szaktanácsadója
- Fehér János, az orvostudomány doktora
- Frenyó V. László egyetemi tanár
- Gönczöl Katalin kriminológus
- Halász Béla Széchenyi-díjas magyar orvos, anatómus, neuroendokrinológus, egyetemi tanár, a Magyar Tudományos Akadémia rendes tagja
- Hámori József, Széchenyi-díjas magyar biológus, egyetemi tanár, a Magyar Tudományos Akadémia rendes tagja
- Hunya Miklós, a Pest Megyei Bíróság kollégiumvezetője
- Kemenes Ernő, a Budapesti Közgazdaságtudományi és Államigazgatási Egyetem egyetemi docense
- Kemény Dénes, a férfi vízilabda-válogatott szövetségi kapitánya
- Koloszár József, a mezőgazdasági tudomány kandidátusa
- Kondor Imre fizikus
- Korinek László magyar jogász, kriminológus, egyetemi tanár
- Kozma Imre irgalmasrendi szerzetes, a Magyar Máltai Szeretetszolgálat elnöke
- Kónyáné Kutrucz Katalin, a volt Történeti Hivatal elnökhelyettese
- Lengyel Balázs szerkesztő, kritikus
- Manninger Jenő, az orvostudomány doktora
- Matl Péter, kárpátaljai szobrászművész
- Mészáros Rezső, a Szegedi Tudományegyetem volt rektora
- Nyitrai Ferencné, a Központi Statisztikai Hivatal nyugalmazott elnöke
- Petrik Ferenc, a Legfelsőbb Bíróság nyugalmazott kollégiumvezetője
- Polgár László szakpedagógus, sakkedző, menedzser[62]
- Schultheisz Emil magyar orvos, egyetemi tanár
- Szász Endre festő, grafikus
- Tóth József geográfus, egyetemi tanár
- Tusa Erzsébet zongoraművész
- Varga Imre Kossuth-díjas magyar szobrászművész
- Váczi Miklós, a Legfelsőbb Bíróság bírája
- Verő Gábor, történész, az Új Magyar Központi Levéltár nyugalmazott főigazgatója
- Wollemann Mária orvos, biokémikus

### 2002
- Alföldi László, a földtudomány doktora, a Vízgazdálkodási Tudományos Kutató Rt. tudományos tanácsadója, kutatóprofesszor
- Almási Éva Kossuth-díjas színművész, kiváló művész
- Antal László közgazdász, a közgazdaságtudomány kandidátusa, a Budapesti Közgazdaságtudományi és Államigazgatási Egyetem tanára
- Ascher Tamás magyar rendező
- Balás-Piri László forradalmár
- Bodor Pál író, újságíró
- Böjtös László építész, Magyarország tiszteletbeli főkonzulja (Cleveland)
- Bujtor István Balázs Béla-díjas színművész, rendező
- Dr. Csillik Bertalan, a biológiai tudomány doktora, a Szegedi Tudományegyetem Anatómia, Szövet- és Fejlődéstani Intézet Professzor Emeritusa
- Damjanovich Sándor Széchenyi-díjas magyar orvos, laboratóriumi szakorvos, biofizikus, a Magyar Tudományos Akadémia rendes tagja
- Erdei Tamás, a Magyar Bankszövetség elnöke
- Feldmájer Péter ügyvéd
- Ferge Zsuzsa Széchenyi-díjas magyar szociológus, egyetemi tanár, a Magyar Tudományos Akadémia rendes tagja
- Fischer Ádám, a Mannheimi Nemzeti Színház karmestere
- Frech Ágnes, a Fővárosi Bíróság kollégiumvezetője
- Gáti István Széchenyi-díjas orvos, akadémikus, az Országos Szülészeti és Nőgyógyászati Intézet főigazgató-helyettese
- Gonda János magyar zongoraművész, zeneszerző, zenetörténész, főiskolai tanár
- Horváth Ádám tévérendező, egyetemi tanár
- Horváth József, a Katona József Színház Kossuth-díjas színművésze, kiváló művész
- Ijjas István, a műszaki tudományok kandidátusa, a Budapesti Műszaki és Gazdaságtudományi Egyetem Építőmérnöki Kar Vízgazdálkodási Tanszék tanszékvezető egyetemi tanára
- Inotai András, az MTA Világgazdasági Kutató Intézet igazgatója
- Janikovszky Éva József Attila-díjas író
- Jordán Tamás Kossuth-díjas és Jászai Mari-díjas magyar színész, rendező, színigazgató
- Karády Viktor (1936) franciaországi magyar szociológus, társadalomtörténész, az MTA tagja
- Kornai János Széchenyi-díjas magyar közgazdász, egyetemi tanár, a Magyar Tudományos Akadémia rendes tagja
- Kósa András, a matematika tudomány kandidátusa, a Szent István Egyetem Szent Györgyi Albert-díjas egyetemi tanára, Professzor Emeritus
- Kötő József dramaturg, politikus
- Ida Močivnik szlovén diplomata, volt nagykövet, a magyar—szlovén jószomszédi kapcsolatok fejlesztése és ápolása érdekében végzett tevékenysége elismeréseként[64]
- Pereszlényi Zoltán nagykövet
- Persányi Miklós, a politikatudomány kandidátusa, a Fővárosi Állat- és Növénykert főigazgatója
- Prandler Árpád nagykövet, a Külügyminisztérium főosztályvezetője
- Sahin-Tóth Gyuláné, a Pest Megyei Bíróság megyei bírósági tanácselnöke, bírósági tanácsos
- Sárközy Tamás állami díjas, az állam- és jogtudomány doktora, a Budapesti Közgazdaságtudományi és Államigazgatási Egyetem egyetemi tanára
- Siklós Mária építész
- Somogyvári István, az Igazságügyi Minisztérium közigazgatási államtitkára
- Szabó Endre, a közszolgálati Szakszervezetek Szövetsége elnöke
- Szilágyi Tibor, az Új Színház Jászai Mari-díjas színművésze, kiváló művész
- T. Sós Vera matematikus, az MTA tagja
- Ugrin Gábor, a Bartók Zeneművészeti Szakközépiskola és Gimnázium Liszt Ferenc-díjas zenetanár-karnagya
- Vitray Tamás újságíró, főszerkesztő, riporter
- Weiss Emília, az állam- és jogtudomány doktora, Professzor Emeritus, az Eötvös Loránd Tudományegyetem Apáczai Csere János-díjas egyetemi tanára
- Zentainé dr. Darabos Ágnes, a Pest megyei Bíróság tanácselnöke, bírósági főtanácsos
- Zsámbéki Gábor Kossuth-díjas rendező, Érdemes Művész, a Katona József Színház igazgatója

### 2001
- Boda Domokos Széchenyi-díjas magyar orvos, gyermekgyógyász, egyetemi tanár
- Hámos László emberjogi aktivista
- Polcz Alaine magyar pszichológus, írónő
- Pongor Ildikó táncművész
- Püski Sándor magyar könyvkiadó

### 2000
- Ihász Mihály magyar orvos, sebész, egyetemi tanár, az MTA rendes tagja
- Kerkápoly Endre építőmérnök
- Kollár Lajos (1926–2004) építőmérnök, az MTA tagja
- Kolonics György olimpiai és világbajnok kenus
- Kubovics Imre geológus, egyetemi tanár
- Solymosi Frigyes Széchenyi-díjas kémikus, fiziko-kémikus, egyetemi tanár, a Magyar Tudományos Akadémia rendes tagja
- Supka Magdolna Széchenyi-díjas művészettörténész
- Vékás Lajos Széchenyi-díjas magyar jogtudós, egyetemi tanár, az MTA rendes tagja

### 1999
- Brichta Károly izraeli diplomata
- Dobozy Attila Széchenyi-díjas magyar orvos, bőrgyógyász, egyetemi tanár, a Magyar Tudományos Akadémia rendes tagja
- Gyires Béla matematikus, akadémikus
- Mihaíl Sztáikosz Ausztria metropolitája, Magyarország és Közép-Európa exarchája

### 1998
- Ádám Ottó színházi rendező
- Bacsó Péter Kossuth-díjas magyar filmrendező
- Baróti Lajos labdarúgó, edző
- Domokos Géza erdélyi magyar író, politikus, műfordító
- Eősze László zongoraművész, zenetörténész
- Fenyves Loránd hegedűművész
- Gál Sándor vegyészmérnök, egyetemi tanár, az MTA rendes tagja
- Janics Kálmán történész, orvos
- Jankovics Marcell rajzfilmrendező, grafikus, könyvillusztrátor, kultúrtörténész, író, politikus
- Kovács Tamás jogász
- Lovász László Széchenyi-nagydíjas és Wolf-díjas magyar matematikus, egyetemi tanár, a Magyar Tudományos Akadémia rendes tagja
- Medzihradszky Kálmán magyar kémikus, egyetemi tanár, az MTA rendes tagja
- Molnár Tamás magyar-amerikai katolikus filozófus, történész, politológus
- Monoszlóy Dezső magyar költő, író
- Muszbek László Széchenyi-díjas magyar orvos, hematológus, egyetemi tanár, a Magyar Tudományos Akadémia rendes tagja
- Oberfrank Géza karmester
- Olsvai Imre népzenekutató, zeneszerző
- Palánkai Tibor Széchenyi-díjas magyar közgazdász, egyetemi tanár, a Magyar Tudományos Akadémia rendes tagja
- Radnóti Sándor Széchenyi-díjas magyar kritikus, irodalomtörténész, egyetemi tanár
- Szepes Mária író, forgatókönyvíró, költő, színész

### 1997
- Balogh László jogász, politikus
- Bodnár György irodalomtörténész
- Csalog Zsolt író, szociográfus, szociológus
- Demény Lajos romániai magyar történész
- Dózsa Imre táncművész
- Keresztes Szilárd nyugalmazott hajdúdorogi megyés püspök, miskolci apostoli kormányzó
- Klinger András demográfus, a Központi Statisztikai Hivatal nyugalmazott elnökhelyettese
- Kocsis Elemér, református püspök, teológus
- Kopár István tengerésztiszt, óceáni vitorlázó, első magyar szóló és csapatkapitány Földkerülő vitorlázó, Magyar Vitorlás Szövetség örökös tagja, Balatonalmádi Díszpolgára, a Haza Szolgálatáért Érdemérem bronz fokozat kitüntetettje
- Kovács Magda villamosmérnök, egyetemi doktor
- Kőrös Endre (1927–2002) kémikus, az MTA tagja
- Lehoczki István grafikus, karikaturista
- Lemhényi Dezső vízilabdázó
- Marx György Kossuth-díjas magyar fizikus, az MTA tagja
- Máthé Erzsi Kossuth-díjas és kétszeres Jászai Mari-díjas magyar színésznő
- Mészáros János állatorvos, egyetemi tanár
- Obersovszky Gyula költő, író, újságíró
- Pinczés Zoltán geográfus, tájkutató
- Simonyi Károly mérnök, fizikus
- Sütő András Herder- és Kossuth-díjas erdélyi magyar író
- Szegedy-Maszák Mihály Széchenyi-díjas magyar irodalomtörténész, egyetemi tanár, a Magyar Tudományos Akadémia rendes tagja
- Várallyay György Széchenyi-díjas magyar agrármérnök, agrogeológus, talajkutató, egyetemi tanár, a Magyar Tudományos Akadémia rendes tagja
- Venetianer Pál magyar biológus, biokémikus, kutatóprofesszor, a Magyar Tudományos Akadémia rendes tagja
- Vizi E. Szilveszter Széchenyi-díjas magyar orvos, farmakológus, egyetemi tanár, az MTA rendes tagja
- Zsigmondy Dénes hegedűművész, zenepedagógus

### 1996
- Balázs Sándor kertészmérnök
- Bánki Zsuzsa kétszeres Jászai Mari-díjas magyar színművész[65]
- Bárdy György Jászai Mari-díjas magyar színművész
- Benyhe János műfordító, publicista és irodalomtörténész
- Domokos Péter finnugrista irodalomtörténész, nyelvész
- Hajdu István erdélyi magyar származású francia szobrász
- Hernádi Gyula író
- Hevesi István vízilabdázó
- Kárpáti Károly olimpiai bajnok birkózó
- Korondi Margit olimpiai bajnok tornász
- Kovács Ferenc állatorvos
- Köteles Erzsébet olimpiai bajnok tornásznő
- Körmendi János magyar színművész
- Laczkovich Miklós matematikus, akadémikus
- Paul Lendvai újságíró
- Liszi János kémikus, egyetemi tanár
- Litván György magyar történész, a történelemtudományok doktora
- Magay Dániel olimpiai bajnok magyar kardvívó
- Markovits Kálmán olimpiai bajnok vízilabdázó
- Mayer Mihály olimpiai bajnok vízilabdázó
- Orbán István vegyészmérnök
- Papp László olimpiai bajnok magyar ökölvívó
- Pauk György hegedűművész
- Stefanovits Pál magyar vegyészmérnök, talajtanász, egyetemi tanár, a Magyar Tudományos Akadémia rendes tagja
- Szántay Csaba Széchenyi-díjas magyar kémikus, feltaláló, egyetemi tanár, az MTA rendes tagja
- Széchy Tamás úszóedző
- Tass Olga olimpiai bajnok tornász
- Teplán István Széchenyi-díjas magyar kémikus, biokémikus, a Magyar Tudományos Akadémia rendes tagja
- Vámos Tibor Széchenyi-díjas villamosmérnök, kutatóprofesszor, a Magyar Tudományos Akadémia rendes tagja

### 1995. augusztus 20.
Polgári tagozat
- Bokorné Szegő Hanna, az állam- és jogtudomány doktora, az MTA Állam- és Jogtudományi Intézete tudományos tanácsadója
- Cselőtei László akadémikus, a Gödöllői Agrártudományi Egyetem állami díjas kutató-professzora
- Flerkó Béla akadémikus, a Pécsi Orvostudományi Egyetem Anatómia, Szövettani és Fejlődéstani Intézet nyugalmazott igazgatója, állami díjas
- Karátson Gábor festőművész, író
- Kállai Ferenc, a Nemzeti Színház Kossuth-díjas színművésze, kiváló művész
- Kisváriné dr. Glozik Anna, a Nógrád Megyei Bíróság kollégiumvezetője
- Lőrincz Lajos akadémikus, az Államigazgatási Főiskola tanszékvezető főiskolai tanára
- Mezei Ferenc akadémikus
- Soltész István, a Magyar Országgyűlés főtitkára
- Somogyi Ferenc, a Külügyminisztérium közigazgatási államtitkára
- Török István teológus, egyetemi tanár

Katonai tagozat
- Fehérvári Tamás vezérőrnagy

### 1995
- Ács Alajos színművész
- Agárdy Gábor Kossuth-díjas és kétszeres Jászai Mari-díjas magyar színművész
- Antalpéter Tibor diplomata, sportvezető
- Garas Dezső Kossuth-díjas és kétszeres Jászai Mari-díjas magyar színész, rendező
- Kemény Henrik bábművész
- Kiss Roóz Ilona keramikus
- Kovács András filmrendező
- Lajos Tamás gépészmérnök
- Markó László vegyészmérnök
- Patkós Irma magyar színésznő, primadonna
- Pók Lajos irodalomtörténész
- Psota Irén a Nemzet Színésze címmel kitüntetett kétszeres Kossuth-díjas, kétszeres Jászai Mari-díjas magyar színművésznő
- Ritoók Zsigmond filológus
- Sebők György zongoraművész
- Szabó Sándor színművész
- Törőcsik Mari A Nemzet Színésze címmel kitüntetett kétszeres Kossuth-díjas, kétszeres Jászai Mari-díjas magyar színművésznő
- Vukovich György statisztikus, demográfus, szociológus
- Zakar Ferenc Polikárp ciszterci szerzetes

### 1994
- Balczó András magyar olimpiai bajnok, az öttusasport történetének legnagyobb alakja, a Nemzet Sportolója
- Benkő Samu Széchenyi-díjas erdélyi magyar művelődéstörténész
- Bessenyei Ferenc kétszeres Kossuth-díjas magyar színművész
- Bolberitz Pál Széchenyi-díjas római katolikus pap, filozófus, egyetemi tanár
- Buda Ernő bányamérnök
- Császár Ákos matematikus, akadémikus
- Domokos Mátyás magyar irodalomkritikus, -történész, szerkesztő, könyvtáros
- Feledy Gyula grafikus, festő
- Földi Imre súlyemelő
- Geleji Frigyes kémikus
- Gerzson Pál festőművész
- Godó Mihály tanár, jezsuita szerzetes[66][67]
- Gyarmati Dezső vízilabdázó, politikus
- Hankiss Elemér szociológus, filozófus, irodalomtörténész
- Hári Mária orvos
- Határ Győző Kossuth-díjas magyar író, költő, műfordító, filozófus
- Iharos Sándor közép- és hosszútávfutó
- Ilia Mihály irodalomtörténész
- Juhász Ferenc költő
- Kalász Márton költő, író, műfordító
- Károlyi Amy költő, műfordító
- Kéri Edit színművész, publicista
- Király Tibor Széchenyi-díjas magyar jogtudós, egyetemi tanár, a Magyar Tudományos Akadémia rendes tagja
- Kovács Erzsi énekes, előadóművész
- Körmöczy Zsuzsa minden idők legsikeresebb magyarországi teniszezője volt
- Kurnik Ernő (1913–2008) agrármérnök, növénynemesítő, az MTA tagja
- John Lukacs történész
- Marton Éva opera-énekesnő
- Marton László Kossuth-díjas magyar színházi rendező, színigazgató
- Méray Tibor író, újságíró
- Melis György operaénekes
- Michelberger Pál Széchenyi-díjas gépészmérnök, egyetemi tanár, a Magyar Tudományos Akadémia rendes tagja
- M. Szabó Miklós nyugállományú altábornagy, hadtörténész, az MTA rendes tagja
- Orosz Júlia opera-énekesnő
- Osváth Júlia opera-énekesnő
- Polyák Imre olimpiai bajnok kötöttfogású birkózó
- Pomogáts Béla irodalomtörténész
- Rolla János hegedűművész
- Róna Viktor táncművész, koreográfus
- Sára Sándor Kossuth-díjas magyar operatőr, filmrendező
- Szántó Piroska festő
- Szívós István olimpiai és világbajnok magyar vízilabdázó, edző, sportvezető, fogorvos
- Szőkefalvi-Nagy Béla matematikus, akadémikus
- Szőnyi Olga operaénekes
- Szrogh György építész
- Takács Paula operaénekes

### 1993
- Benkő Gyula színművész
- Buzánszky Jenő labdarúgó, az Aranycsapat hátvédje
- Czibor Zoltán labdarúgó, az Aranycsapat tagja
- Cziffra György (zongoraművész) zongoraművész
- Csurgay Árpád Széchenyi-díjas magyar villamosmérnök, nanotechnológus, egyetemi tanár, a Magyar Tudományos Akadémia rendes tagja
- Edelsheim-Gyulai Ilona Horthy István özvegye
- Forrai Miklós karnagy, egyetemi tanár
- Gera Zoltán színművész
- Gergátz Elemér szaporodásbiológus szakállatorvos, c. egyetemi tanár, politikus
- Grosics Gyula labdarúgó, az Aranycsapat kapusa
- Gyuricza Béla katonatiszt, politikus
- Hidegkuti Nándor labdarúgó, az Aranycsapat csatára
- Illés György operatőr
- Jaan Kross észt író, költő, műfordító
- Kuroli Géza magyar mezőgazdász, növényvédelmi szakmérnök, egyetemi tanár
- Láng István Széchenyi-díjas magyar agrokémikus, kutatóprofesszor, a Magyar Tudományos Akadémia rendes tagja
- Muráti Lili színművésznő
- Nagy Károly Széchenyi-díjas magyar fizikus, egyetemi tanár, a Magyar Tudományos Akadémia rendes tagja
- Puskás Ferenc labdarúgó, az Aranycsapat csapatkapitánya
- Sándor Károly labdarúgó
- Schnell László gépészmérnök, egyetemi professzor
- Szeleczky Zita színművésznő
- Szendrői Jenő építész
- Szőnyi Erzsébet Kossuth-díjas magyar zeneszerző, karvezető, zenepedagógus
- Tarján Imre biofizikus
- Tuschák Róbert Széchenyi-díjas magyar gépész- és villamosmérnök, egyetemi tanár, a Magyar Tudományos Akadémia rendes tagja
- Vigh Károly történész, a Bajcsy-Zsilinszky Társaság elnöke és a Rákóczi Szövetség alelnöke
- Wass Albert erdélyi magyar író és költő

### 1992
- Antal Károly Kossuth-díjas magyar szobrászművész
- Darnyi Tamás négyszeres olimpiai bajnok úszó, sportvezető
- Egerszegi Krisztina ötszörös olimpiai bajnok magyar úszó
- Fábri Zoltán rendező
- Fekete Gyula író, szociográfus, újságíró
- Gábriel Asztrik László irodalomtörténész, premontrei szerzetes
- Gallov Rezső edző, újságíró
- Halmos László zeneszerző, karnagy
- Harmathy Attila magyar jogtudós, egyetemi tanár, a Magyar Tudományos Akadémia rendes tagja
- Jókai Anna író, esszéista
- Kada Lajos magyar szentszéki diplomata
- Kolozsvári Grandpierre Emil író, műfordító, kritikus
- Lukács Margit Kossuth-díjas és Jászai Mari-díjas magyar színésznő, operaénekes
- Mensáros László Kossuth-díjas kiváló művész
- Schmitt Pál kétszeres olimpiai bajnok
- Sinkovits Imre színész
- Szervátiusz Tibor szobrász
- Tolnay Klári kétszeres Kossuth-díjas kiváló művész
- Újszászy Kálmán lelkész, teológus
- Varga Domokos magyar író, újságíró

### 1991
- Borbándi Gyula történész
- Csorba Győző költő, műfordító
- Szakonyi Károly író, dramaturg
- Szörényi Éva színművész

## Visszaadott kitüntetések

### 2016 előtt
- Randolph L. Braham politológus, történész. (2014-ben a Szabadság téren felállított „német megszállási emlékmű” miatt.)[68]

### 2016-ban a Bayer Zsolt-ügy kapcsán
- Kaltenbach Jenő országgyűlési biztos[69]
- Rajk László építész, díszlettervező[70]

## Megjegyzés
1. ↑  2014-ben visszaadta kitüntetését.